# Geschichte von Boizenburg
Boizenburg/Elbe ist eine Stadt im Westen des Landkreises Ludwigslust-Parchim in Mecklenburg-Vorpommern. Die Geschichte von Boizenburg reicht bis in das 9. Jahrhundert zurück.

## Name

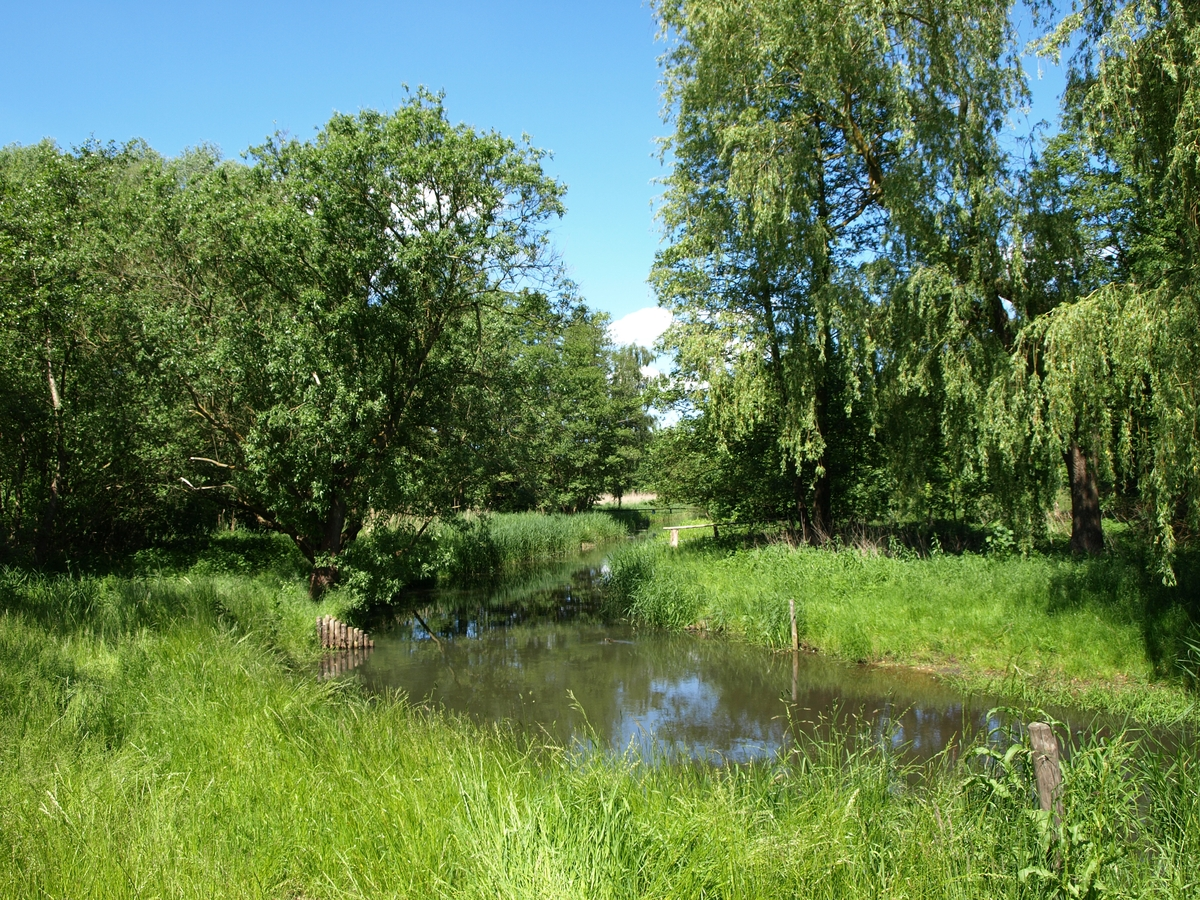
Die Boize – Namensgeberin der Stadt

Der Name der Stadt verweist auf eine ehemalige Burg an dem Fluss Boize. In alten Urkunden wurde dieser Name zunächst nur als Landschaftsbezeichnung gebraucht.
Die älteste Erwähnung als territorio boyceneburg findet sich in einer Urkunde Heinrich des Löwen von 1171, dann in einem Dokument von 1223 die terra boyzenburc und schließlich im Ratzeburger Zehntregister von 1230 die terra boyceneburch. In einer Bestätigung des Grafen Gunzelin von Schwerin von 1255 wurde dann erstmals eine Stadt mit dem Namen Boitzenborg erwähnt. Dieser zusammengesetzte Ortsname ist deutschen Ursprungs.
Ungeklärt sind dagegen Herkunft und Bedeutung des bestimmenden Gewässernamens Boize. Ein deutschsprachlicher Erklärungsversuch will ihn von niederdeutsch bõke bzw. boic, also Buche ableiten. Der Name der Stadt bedeutete dann so viel wie Buchenwaldburg.
Demgegenüber deutet der slawischsprachliche Erklärungsansatz Boize wahlweise als Fluss der Bethenzer oder Umkämpfter Fluss, letzteres abgeleitet von dem slawischen Wort boj für Kampf.
Bis in die Mitte des 19. Jahrhunderts wurde der Name mit einem t, also Boitzenburg geschrieben.
Seit dem 17. März 1939 trägt die Stadt den Namen Boizenburg/Elbe.

## Stadtwappen

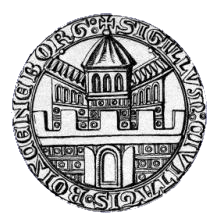
Stadtsiegel vom 21. Mai 1326.

Das Boizenburger Stadtwappen ist von blauer Farbe und zeigt eine goldene Burg mit weit aufgeschlagenem Tor. Das Wappenbild ist recht einfach gehalten; es zeigt eine mit Zinnen versehene Burgmauer und den durch die Gebäudeflügel flankierten Burgturm.
Eine der ältesten bekannten Darstellungen des Stadtwappens stammt von 1326. Hinter der vorgelagerten Mauer mit fünf Zinnen und dem weit aufgeschlagenen rundbogigen Tor zeigt sich ein breiter Turm. Der Turm ist mit drei rundbogigen Fenstern und Kuppeldach versehen und wird von den vierfenstrigen gegipfelten Gebäudeflügeln flankiert. Die drei Dächer werden von je einem Knopf bekrönt. Das Siegel trägt die Umschrift: ✠ SIGILLUM : CIVITATIS · BOIZCENEBORG :.
Im Lübecker Stadtarchiv findet sich zudem ein Stadtsiegel von 1351. Das Stadtwappen ähnelt der vorgenannten Darstellung von 1326. Der Turm zeigt jedoch ein rechteckiges Fenster und die Gebäudeflügel jeweils zwei Fenster. Das Siegel trägt die Umschrift: ✠ SECRET CIVITAT · BOICENEBORG.
Am 10. April 1858 ließ Großherzog Friedrich Franz II. die Gestalt des Boizenburger Wappens neu festlegen. Die Stadt erhielt daraufhin eine Kopie des Wappens und ein beigefügtes Reskript. Im beigefügten Schreiben heißt es:

„Seine Königliche Hoheit wünschen, dass diese Kopie im Rathause an einem geeigneten Orte angebracht, und dass, insoferne das bisher gebrauchte Wappen davon abweicht, dieselbe bei Anfertigung neuer Stadtsiegel und sonst als maßgebend berücksichtigt werde.“

Das neu festgelegte Wappen glich dem ältesten bekannten Wappenbild.
Das Stadtwappen wurde im September 1940 von Reichsstatthalter Friedrich Hildebrandt erneut bestätigt.

## Römische Kaiserzeit
Erste Spuren einer frühen Besiedlung im Ortsteil Schwartow konnten mittels Dendrochronologie auf die Zeit um 340 datiert werden. Es handelt sich um hölzerne Kastenkonstruktionen im Erdreich, die möglicherweise Teil einer Gerberei waren.

## Mittelalter

### Von 800 bis 1300
- Nach dem Abwandern der Elbgermanen besiedelten ab dem 8. Jahrhundert Abodriten das Land an der Boize. Durch dieses Gebiet verlief ein Fernweg vom Harz in den Ostseeraum, der bei Gothmann die Elbe und dann im heutigen Stadtgebiet die Boize durchfurtete. Im Fürstengarten entstand zur Überwachung des Handelsweges im 9. Jahrhundert eine slawische Niederungsburg mit Graben, Erdwall und hölzernen Palisaden. Diese einfache Befestigung diente zugleich als untergeordnetes Verwaltungszentrum und Handelsplatz. Ob neben dem Burgwall bereits zu slawischer Zeit eine Siedlung bestand, konnte bislang durch Ausgrabungsfunde noch nicht belegt werden.
- Der letzte slawische Fürst des abodritischen Teilstammes der Polaben, Pribislaw, verlor nach einer Niederlage um 1139 die Herrschaft über Polabien und das Gebiet um Boizenburg.[18] Daraufhin vergab Heinrich der Löwe Polabien 1142 als erbliches Lehen an Heinrich von Badewide. Den wirtschaftlich und militärisch bedeutsamen Elbübergang bei Gothmann, die Burg an der Boize und das Land Boizenburg behielt der Sachsenherzog jedoch für sich. In der Burg wurde eine Zollstelle eingerichtet, von der aus der Salzhandel zwischen Lüneburg und dem Ostseeraum auf dem Boizenburger Frachtweg besteuert wurde.[19] Zur Verwaltung des Landes Boizenburg setzte Herzog Heinrich den Grafen Meinricus ein, der die vordem slawische Burg um einen steinernen Wohnturm erweiterte.[20] Für das Gesinde entstand südöstlich der Burg eine Siedlung, das spätere Altendorf.
- Ab der Verbannung des Sachsenherzogs 1181 unterstand das Land Boizenburg zunächst seinem Lehnsmann Bernhard I. Dieser errichtete zur Sicherung des Elbüberganges bei Gothman gegen Einfälle aus dem nun feindlichen Süden noch im selben Jahr auf dem Bollenberg die hölzerne Befestigung castrum wotmunde. Spätestens mit der Niederlage Bernhards in der Schlacht bei Boizenburg 1191 gegen seinen Sohn verlor das Land Boizenburg seine administrative Sonderstellung und gehörte von nun an zur Grafschaft Ratzeburg.
- 1201 fiel nach der Schlacht bei Waschow die Grafschaft an die Dänen, deren König Waldemar II. auch das castrum wotmunde niederbrannte. Anschließend legte er Boizenburg zur Grafschaft Schwerin. Als deren Grafen abtrünnig wurden und einen Verbündeten des Dänenkönigs angriffen, entsandte Waldemar II. ein Heer unter seinem Statthalter Albrecht von Orlamünde, der 1208 die Burg und das wieder aufgebaute castrum wotmunde zerstörte und das Land Boizenburg verwüstete.[21] Die Marienkirche wurde in dieser Zeit errichtet und zwischen dem Kirchplatz und der Niederungsburg entstand eine Kaufmannskolonie.
- 1241 verwaltete sich diese Kaufmannskolonie bereits selbst. Sie verfügte mit Heinrich von Zweedorf über einen Ratsvorsitzenden und weitere Ratsmänner, und am 22. Juli 1255 kauften in der dazugehörigen Urkunde als „borgern to Boitzenborg“ bezeichnete Bürger der Stadt Boizenburg von Graf Gunzelin III. ein Vorwerk an der Boize. Aufgrund dieses Nachweises vom Vorhandensein einer offenbar rechtsfähigen Bürgerschaft feierte die Stadt Boizenburg 2005 ihr 750-jähriges Jubiläum. Offiziell erhielt die Kaufmannssiedlung das Lübecker Stadtrecht jedoch erst 1267 verliehen.[22] In dieser Zeit lebten bereits jüdische Familien in der Stadt.[23]

### Von 1300 bis 1600

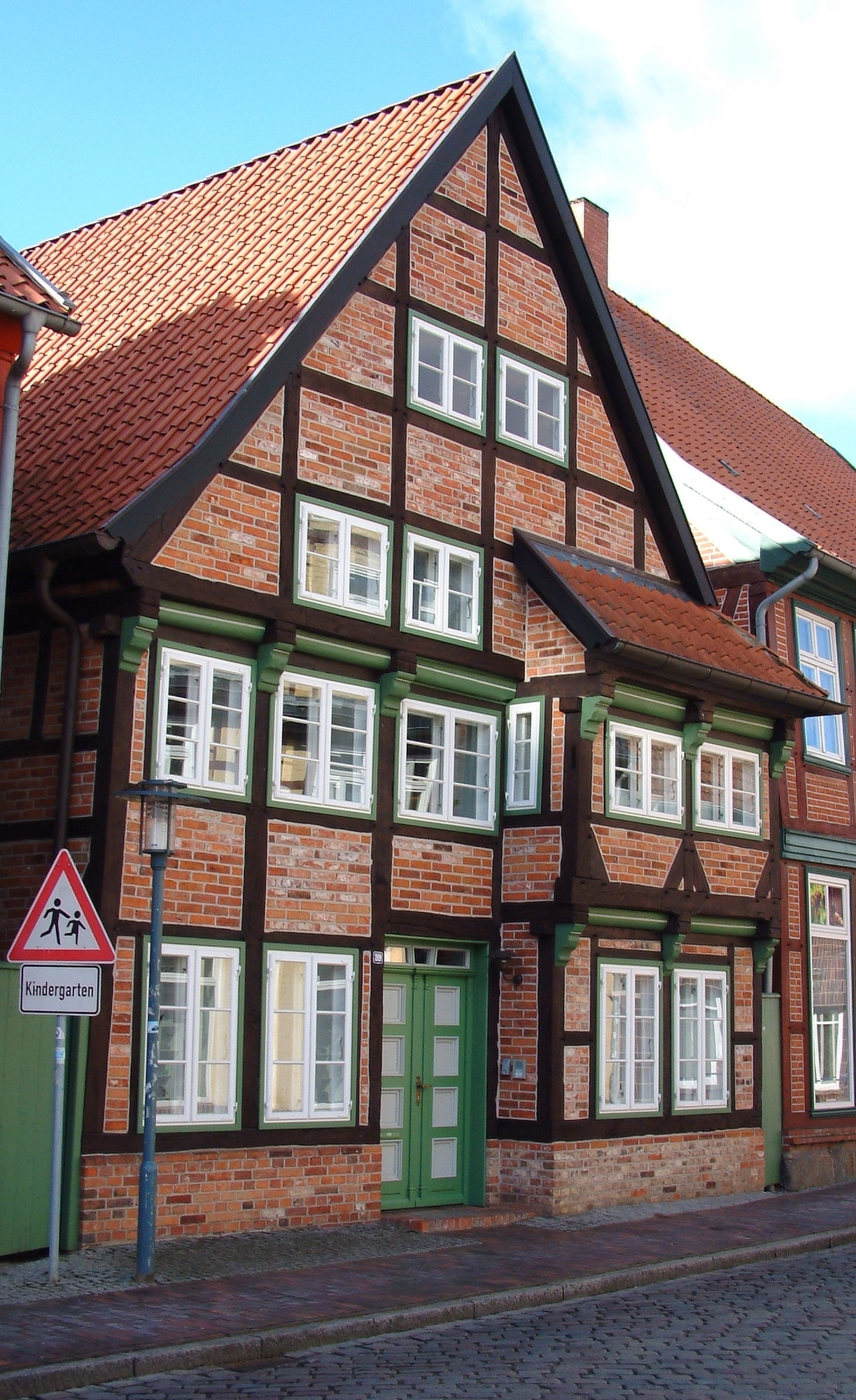
Eines der ältesten Fachwerkhäuser der Stadt, Klingbergstraße 39

- In einer Urkunde vom 19. August 1357 umschreibt Herzog Albrecht III. die Verpflichtungen und Aufgaben seiner Burgmannen zu Boizenburg: custodia, inhabitacio et in seruiciis satisfacere que seruicia et onera ius castri feudale exigit et requirit.[24] Der Burgmann war für den Schutz und Erhalt der Burg verantwortlich, für seine Dienste erhielt er eine Entschädigung, das sogenannte Burglehen. Das Burglehen bestand aus einigen Hufen in der Umgebung von Boizenburg.
- Im 14. Jahrhundert erlangte Boizenburg eine größere Bedeutung für den Lüneburger Ostseehandel mit Salz. 1380 ließ die Stadt Wismar die bereits 1323[25] erwähnte Boizenburger Stadtmauer erweitern, um so die Stadt als Umschlagsort besser zu schützen. Die Stadt profitierte erheblich vom Salzhandel. So musste um 1412 für jede Fuhre Salz vier Lübische Schillinge an die Stadt entrichtet werden.
- 1422 bestimmte Herzog Albrecht V., wer in Boizenburg das Schiffamt ausüben durfte.[26] Der Herzog schützte mit dem von ihm erteilten Privileg die Boizenburger Schiffer gegenüber den wendischen Schiffern, indem er nur geborenen Deutschen das Recht der Ausübung des Schiffamtes zubilligte.
- 1492 kam es infolge des Sternberger Hostienschänderprozesses zur gewaltsamen Vertreibung[27] der in Boizenburg ansässigen Juden.
- Aus einem Brief vom 14. August 1529 geht hervor, dass die Schweißsucht Boizenburg heimsuchte. Der Boizenburger Schlossbeamte Johannes Smeth's berichtete dies dem Mecklenburger Herzog Heinrich V. Der Schlossvogt Laurencii verließ daraufhin fluchtartig die Stadt.[28]
- 1542 trafen bei einer Kirchenvisitation die Beauftragten zur Überprüfung des evangelisch-lutherischen Glaubenslebens zwar einen evangelischen Prediger an, der aber auf dem Kirchhof unter einer Linde predigen musste. Die Anhänger des Papstes hatten ihm verboten, im Gotteshaus zu predigen. Zu dieser Zeit war der Einfluss der römisch-katholischen Kirche noch vorhanden.[29]
- Im April 1551 erhielt der Boizenburger Bürgermeister Heinrich Techen von Herzog Heinrich V. den Auftrag, um Ursula von Sachsen-Lauenburg zu werben, eine Tochter von Magnus I. von Sachsen-Lauenburg. Wegen des fortgeschrittenen Alters des mecklenburgischen Landesfürsten gab es manchen Widerstand gegen diese Verbindung. Die Hochzeit fand am 24. Mai 1551 in Schwerin statt.
- 1554 fiel Herzog Heinrich II. von Braunschweig-Wolfenbüttel in Mecklenburg ein und besetzte mit seiner 13.000 Mann starken Truppe auch Boizenburg.[30] Erst nach einem Vergleich zwischen den Mecklenburger Herzögen und Zahlung von 16.000 Reichstalern zog er wieder ab.
- 1581 wurde Boizenburg zum wiederholten Mal von der Pest heimgesucht. Der Magistrat ließ daraufhin den Jahrmarkt absagen und den im Umland gelegenen Städten darüber Mitteilungen zukommen.[31]

## 17. bis 19. Jahrhundert

### 1600 bis 1800

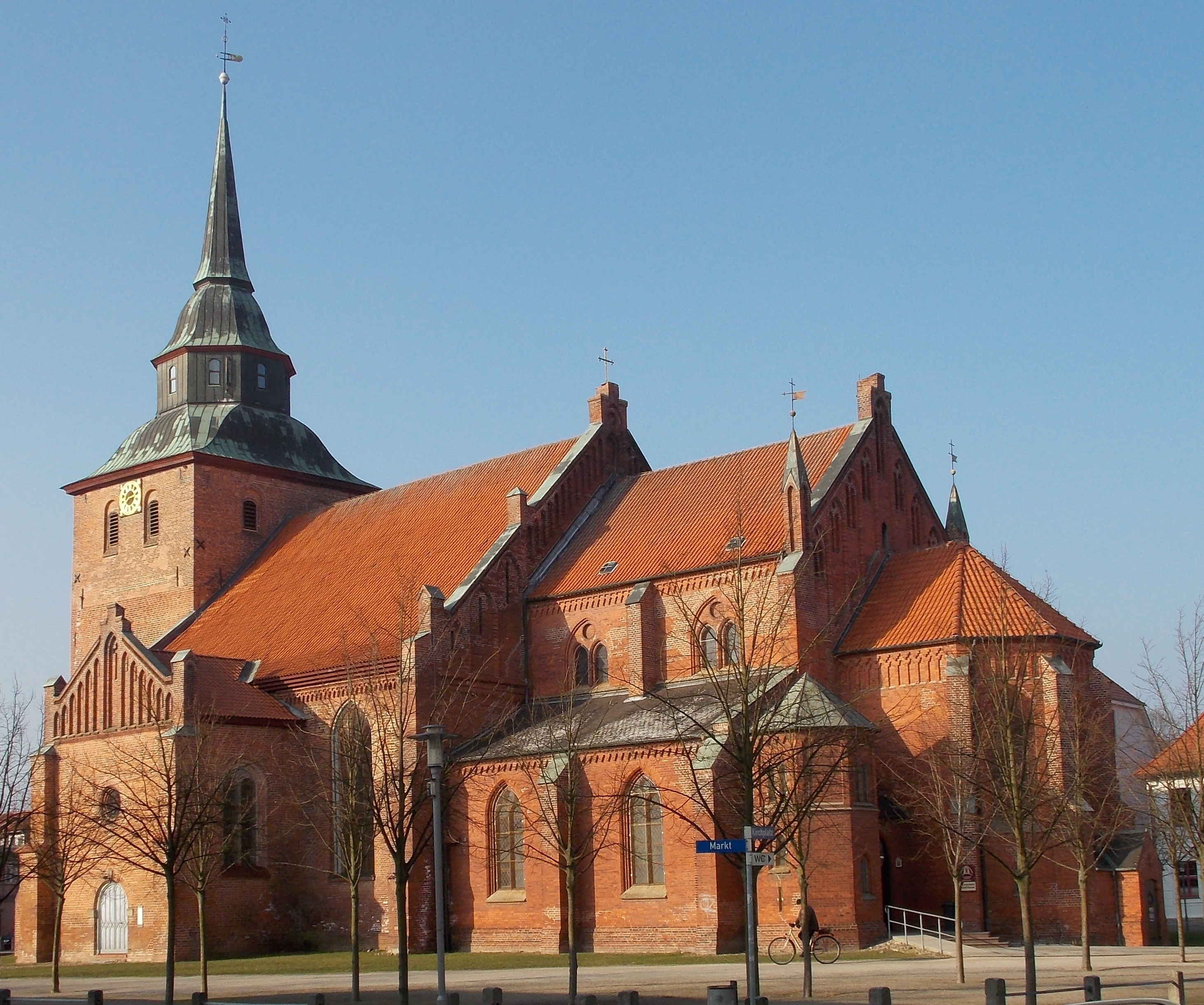
St.-Marien-Kirche

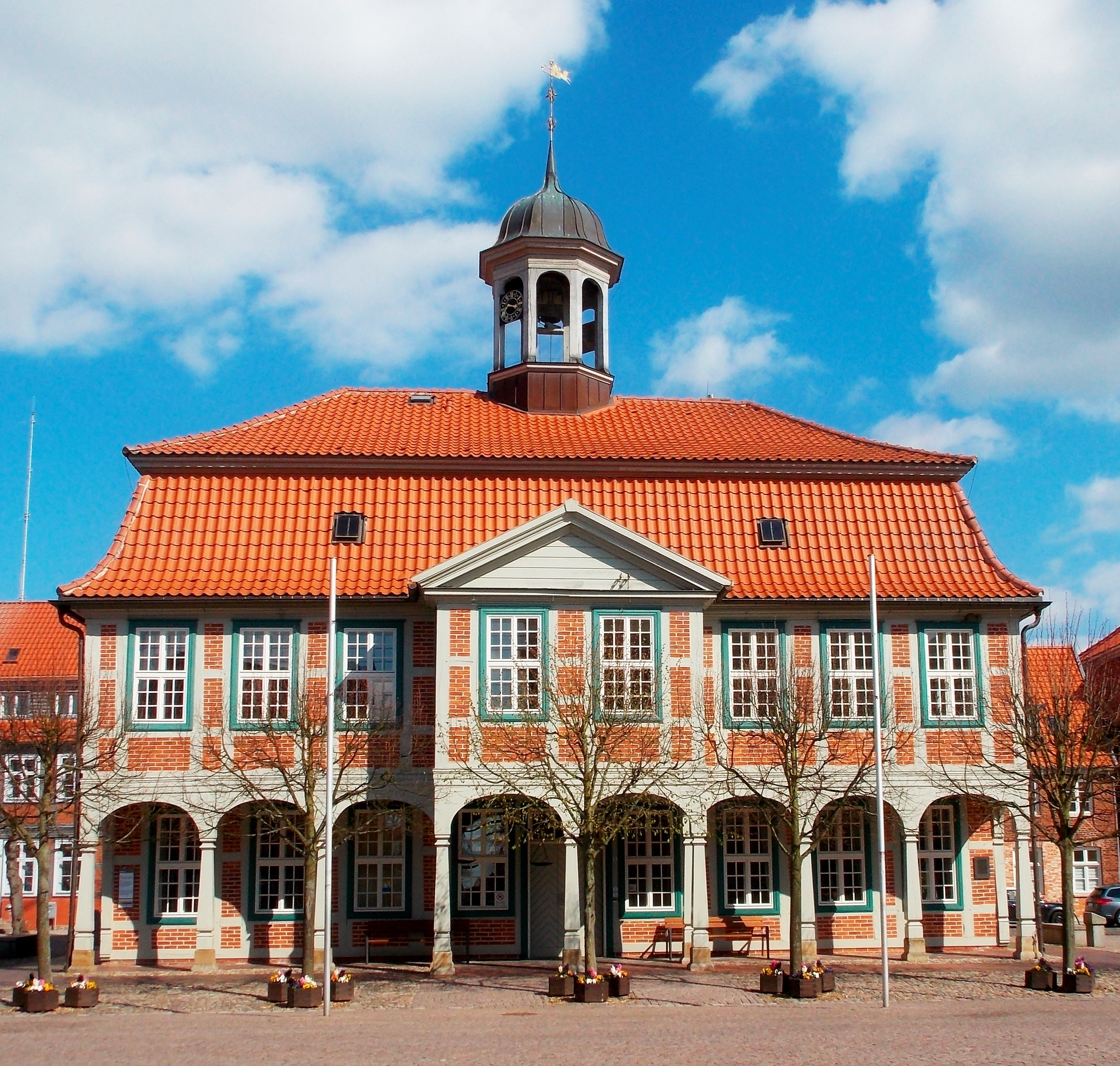
Boizenburger Rathaus

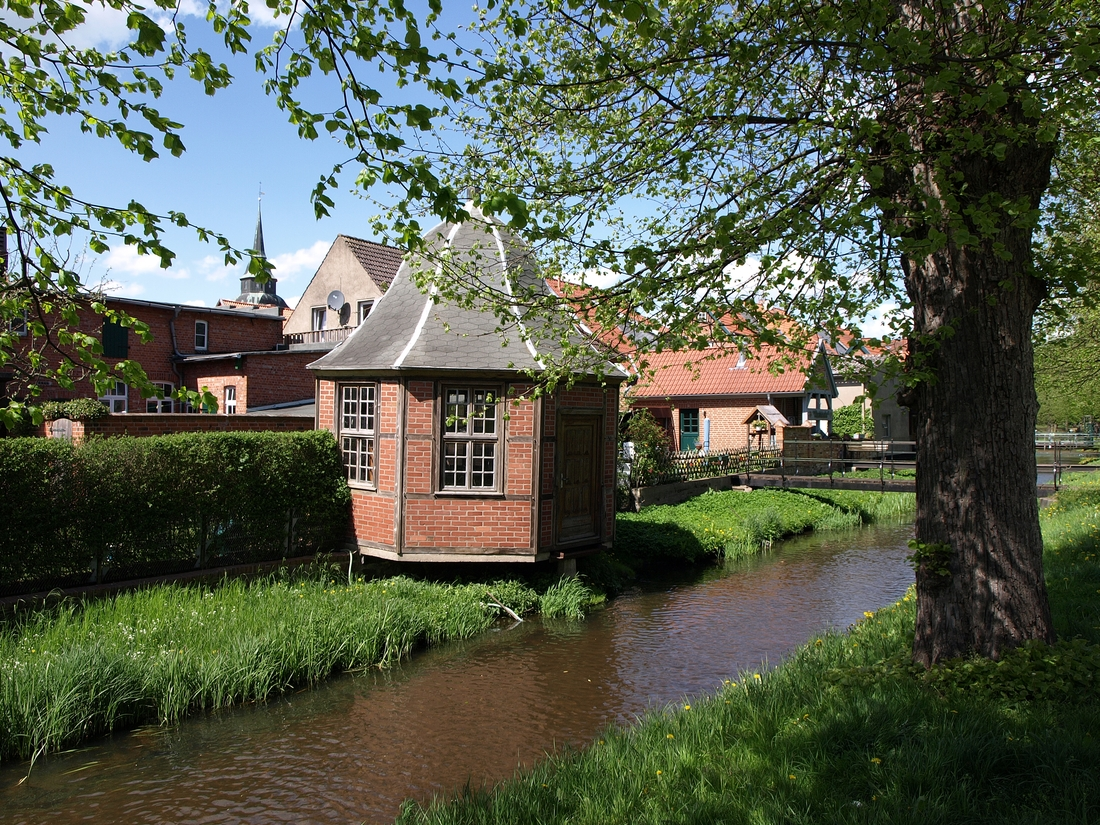
Barock-Pavillon, 1980 restauriert

- Die Entleibung des Gutsherren von Redefin und Warlitz während des Boizenburger Jahrmarktes sorgte 1600 für viel Aufsehen.[32] Jochen Reimar von Pentz galt als gewalttätiger Zeitgenosse, der auch vor seiner leiblichen Mutter nicht haltmachte. So kam es während des Jahrmarktes zu einem von Jochen Reimar von Pentz provozierten Streit mit Jürgen von Sperling, einem ehemaligen Edelknaben des Kurfürsten Christian I. von Sachsen. Im Verlauf der Auseinandersetzung wurde Gutsherr von Pentz erstochen. Die Tat geschah jedoch in Notwehr, wie zeitgenössische Quellen berichten. So kam es zum Gerichtsprozess. Während des Prozesses verwandte sich Kurfürst Christian II. von Sachsen für den Angeklagten und empfahl dem mecklenburgischen Herzog Karl I. zu Mecklenburg-Güstrow den Prozess niederzuschlagen.[32]
- Am 26. Julijul. / 5. August 1620greg. kam es zum Abschluss des „Friedens zu Boizenburg“, der „die Unruhe bei Winsen und an der Elbe zum Zollspiecker Gammerorts“ beendigen sollte.[33] Die Verhandlungen führte Foppe van Aitzema.[34]
- Nach dem Vergleich von Fahrenhorst vom 22. Juli 1621 zwischen den Mecklenburger Herzögen Johann Albrecht II. und Adolf Friedrich I. wurde das Land Mecklenburg aufgeteilt. Boizenburg wurde daraufhin zum Herzogtum Güstrow gelegt, welches unter Regentschaft von Johann Albrecht II. stand.[35]
- 1627, während des Dreißigjährigen Krieges, war Boizenburg das Hauptquartier des dänischen Königs Christian IV. und das Heerlager der unter seinem Befehl stehenden Truppen. Im Juli kam es bei Boizenburg zum Zusammentreffen mit den kaiserlichen Truppen, die unter Befehl von Johann T’Serclaes von Tilly standen. Über die schweren Kämpfe an der Boizenburger Schanze wird berichtet, dass die Schanze durch die katholischen Liga-Truppen mit 10 000 Mann belagert wurde. Weiter wurde berichtet, dass die schottischen Soldaten die Schanze tapfer gegen den Feind verteidigten und diesem Verluste in Höhe von 500 Mann zufügten. Erst an einem anderen Elbabschnitt, der von protestantischen deutschen Verbündeten verteidigt wurde, konnten Tillys Truppen übersetzen. Daraufhin wurde das königliche dänische Hauptquartier in Boizenburg vom Feind umzingelt. Man entschied sich Boizenburg aufzugeben, folgend wurde ein Teil der Vorräte an Schießpulver ins Wasser geworfen, weitere 40 Pulver-Tonnen wurden auf Befehl der abziehenden Dänen auf dem Gelände des Kirchhofes der St.-Marien-Kirche zur Explosion gebracht.[36] Am 9. August fiel die Stadt in die Hände der kaiserlichen Truppen.[37] Der schottische Obrist Robert Monroe, vom „Regiment MacKay“, hinterließ mit seinen Aufzeichnungen eine anschauliche Darstellung der Ereignisse.[38]
- Mitte 1631 besetzten schwedische Truppen die Stadt. Für die Bevölkerung der Stadt machte es allerdings keinen Unterschied, ob sie dem brutalen Handeln der kaiserlichen Truppen oder der Willkür der schwedischen Truppen ausgesetzt waren.
- 1640 gab es die brandenburgische Postlinie von Berlin nach Hamburg über Boizenburg.
- Im Juli 1644 belagerte der kaiserliche General Matthias Gallas mit seinen Truppen die Stadt. Infolgedessen kam es im Stadtgebiet zu schweren Kämpfen. Am 28. Juli 1644 ließ Gallas eine der Boizenburger Befestigungen, in der sich 60 schwedische Soldaten und ihr Kommandeur Major Simonsson verschanzten, sprengen.[39] Die Vorbereitung der Sprengung brachte der 200 Mann starken kaiserlichen Truppe jedoch zahlreiche Verluste ein, da sie erst den Wassergraben durchstechen mussten. Nur so konnten sie an den Burgturm gelangen, um dort die Minen zu platzieren.[40] Nachdem das Zerstörungswerk vollbracht war, zog die kaiserliche Truppe am 30. Juli aus Boizenburg ab.
- 1670 (andere Quellen 1660) führte eine privatisierte (Pächter) Fahrpost von Güstrow nach Boizenburg und Hamburg.
- Am Abend des 2. Januar 1674 entstand in der Stadt eine Feuersbrunst, der sieben Wohnhäuser und einige Getreide-Scheunen zum Opfer fielen.[41]
- 1675 und 1676 bezogen die von General Kopp befehligten kaiserlichen Truppen in Boizenburg Quartier. Die Truppen waren Teil der gegen Schweden zu Felde ziehenden Streitmacht von Kaiser Leopold I. Der Stadt entstanden Kosten in Höhe von 22.000 Reichstalern.[42]
- Im Juli 1680 wurde Boizenburg von einem schweren Unwetter heimgesucht. Der Hagelschlag zerstörte zahlreiche Häuserdächer und Fenster. Der mit der Untersuchung des Schadens beauftragte Hochfürstliche Commissarius schätze die Schadenssumme auf 8.000 Reichstaler.[42]
- 1688 schloss Herzog Gustav Adolf von Mecklenburg-Güstrow einen Vertrag über einen Truppenbeitrag von 1000 Mann und drei Kompanien zu Pferde, welche den Kampf gegen die Türken in Ungarn unterstützen sollten. Boizenburg wurde zum Ort der Unterzeichnung des bedeutenden Vertrages.[43]
- 1701 wurde eine großherzogliche Postlinie von Güstrow, Sternberg, Schwerin nach Boizenburg geleitet.
- Der große Stadtbrand in der Nacht vom 15. auf den 16. Oktober 1709 zerstörte über 150 Häuser, somit fast die gesamte Stadt. Auch die Kirche wurde schwer beschädigt, nur die ausgebrannten Mauern und das Erdgeschoss des Turmes blieben übrig. Das Feuer wurde durch Fahrlässigkeit eines preußischen Postillons verursacht. Der Postillon wollte des Nachts in der Stallung Pferde füttern, wobei er mit seiner offenen Laterne dem Stroh zu nahe kam und dadurch ein Feuer entfachte.[44] Scheunen mit Strohdach durften nach dem Brand nur noch außerhalb der Stadt gebaut werden. Außerdem gab es die Anweisung, dass die Dächer der Stadthäuser mit Steindächern zu versehen seien. Bei Zuwiderhandlung würden Dragoner die Strohdächer gewaltsam entfernen. Der Wiederaufbau sollte Jahrzehnte andauern. 1712 erhielt Boizenburg ein neues Rathaus. Mit dem Wiederaufbau der Marienkirche wurde 1717 begonnen.
- 1720 wurde die Innenstadt erneut vom Feuer heimgesucht.[45] Das Posthaus und nebenstehende Häuser fallen den Flammen zum Opfer.
- Die Stadtmauer wurde im Verlauf des Wiederaufbaues teilweise abgebrochen und als Baumaterial für die Wiedererrichtung der Stadt verwendet. Diese Stadtbefestigung verfügte bis dahin über einen Büttelturm, einen Pulverturm und die befestigten Stadttore. Der Pulverturm und der Büttelturm wurden als Stadtgefängnisse genutzt, letzterer diente dem Scharfrichter außerdem als Wohnstätte. Beide Stadttore und Türme überstanden die Brandkatastrophe von 1709 nahezu unbeschadet. Das bewachte Markttor besaß zwei Durchgänge, das Mühlentor hingegen hatte nur einen Durchgang. Es gab jedoch noch zwei weitere Zugänge in die Stadt. So der Zugang über die Herrenbrücke (Zugbrücke) am langen Wall und der Zugang kurzer Wall Herrengarten. Beide wurden des Nachts vom Stadt-Schließer, der im Mühlentor wohnte, verschlossen. In unmittelbarer Nachbarschaft der Tore lebten zudem die Torschreiber.
- Nach Verhängung der kaiserlichen Exekution gegen den Mecklenburger Herzog Karl Leopold besetzte die kaiserliche Armee 1719 Teile von Mecklenburg, so auch Boizenburg. Ein Teil der Truppen garnisonierte bis 1768 in der Stadt. Boizenburg war zudem von 1734 bis 1763 Sitz des hannoverischen Ober-Aufsehers der Spezialhypothek über die verpfändeten mecklenburgischen Ämter.[46]

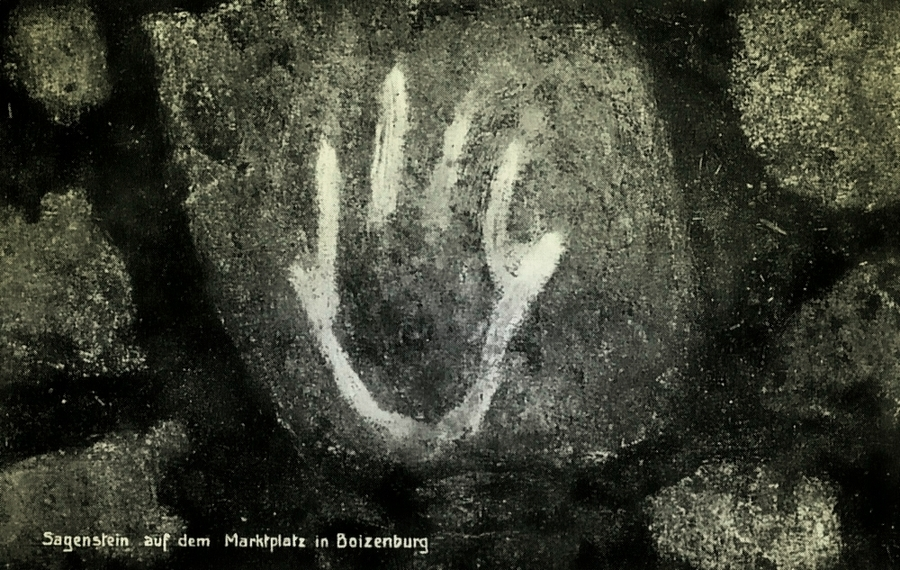
Markierung der Hinrichtungsstätte auf dem Markt

- Boizenburg hatte im 18. Jahrhundert eine eigene Kriminal-Gerichtsbarkeit. Diese bestand aus dem Herzoglichen Gerichtsverwalter, dem Actuar und den beiden Beisitzern. Die Beisitzer wurden aus dem Magistrat gewählt, für eine Zeit von zwei Jahren. Todesurteile wurden mittels des Enthauptens auf dem Marktplatz oder durch Erhängen auf dem Galgenberg vollstreckt. 1723 kam es auf dem Marktplatz zu gleich mehreren Hinrichtungen. Die Delinquenten, vier Männer und eine Frau, waren wegen zahlreicher ihnen zugeschriebener Taten verurteilt worden. Am 17. Dezember 1723 wurden schließlich gleich vier Enthauptungen auf dem Boizenburger Markt vollstreckt. Die Hinrichtungen sorgten im ganzen Land für Aufsehen.[47] Die mit verurteilte junge schwangere Frau verschonte man allerdings, sie wurde des Landes Mecklenburg verwiesen. An einer Dienstmagd, die ihr Neugeborenes getötet hatte, wurde 1729 das letzte Todesurteil durch Enthauptung vollstreckt. Die Hinrichtungsstätte auf dem Markt kennzeichnete über Jahrhunderte hinweg ein Granitstein, in dem der Abdruck einer Hand eingearbeitet war. Der Stein ist Anfang des 20. Jahrhunderts abhandengekommen. Schließlich gab es noch die Pranger, in Form von Halseisen. Die Pranger befanden sich am Rathaus unterhalb des Erkers und am Mühlentor. Die Halseisen dienten vorwiegend zur Bestrafung von vermeintlichen Dieben, die meist aus ihrer Not heraus stahlen.
- Von 1758 bis 1761 peinigten die Truppendurchzüge der Preußen die Boizenburger Bevölkerung.[48] Boizenburg wurde zudem durch das preußische Kriegs-Kommissariat zu Zahlungen hoher Geldsummen verpflichtet. In dieser Zeit flohen zahlreiche einheimische Männer vor den Zwangsrekrutierungen der preußischen Armee.
- 1767 wurde den Boizenburger Schutzjuden das Hausieren in der Stadt untersagt.[49]
- Die Grabplätze auf dem Kirchhof an der St.-Marien-Kirche zu Boizenburg reichten Mitte des 18. Jahrhunderts nicht mehr aus. Daher entschlossen sich die Ratsherren einen Friedhof vor der Stadt anzulegen. 1777 wurde der Friedhof eingeweiht. 1788 ließ die Witwe Sophie Elisabeth Regaß – auf testamentarischen Wunsch ihres Mannes – eine Friedhofskapelle auf dem Friedhof errichten.
- Am 30. August 1788 nahm das für die Niederlande bestimmte über 1000 Mann starke Subsidienkorps in Boizenburg Quartier.[50] Am Folgetag wurden die Soldaten auf sechs Elbkähne eingeschifft, die anschließend den Hafen Boizenburg in Richtung Hamburg verließen.
- Das Stadtregister weist für 1790 aus, dass die Stadt eine gute Ausrüstung für die Brandbekämpfung besaß, welche drei Handspritzen umfasste, die an den drei Stadtzugängen postiert waren, nebst zugehöriger Ausrüstung.
- 1793 wurde die Lemmsche Bootswerft gegründet.
- 1799 errichteten die Boizenburger Juden in der kleinen Wallstraße eine Synagoge. Die seit Mitte des 18. Jahrhunderts anwesenden jüdischen Kaufleute stießen anfangs auf Ablehnung des Boizenburger Stadtrates, welcher Nachteile für die einheimischen Handwerker und Kaufleute befürchtete.

### 1800 bis 1900

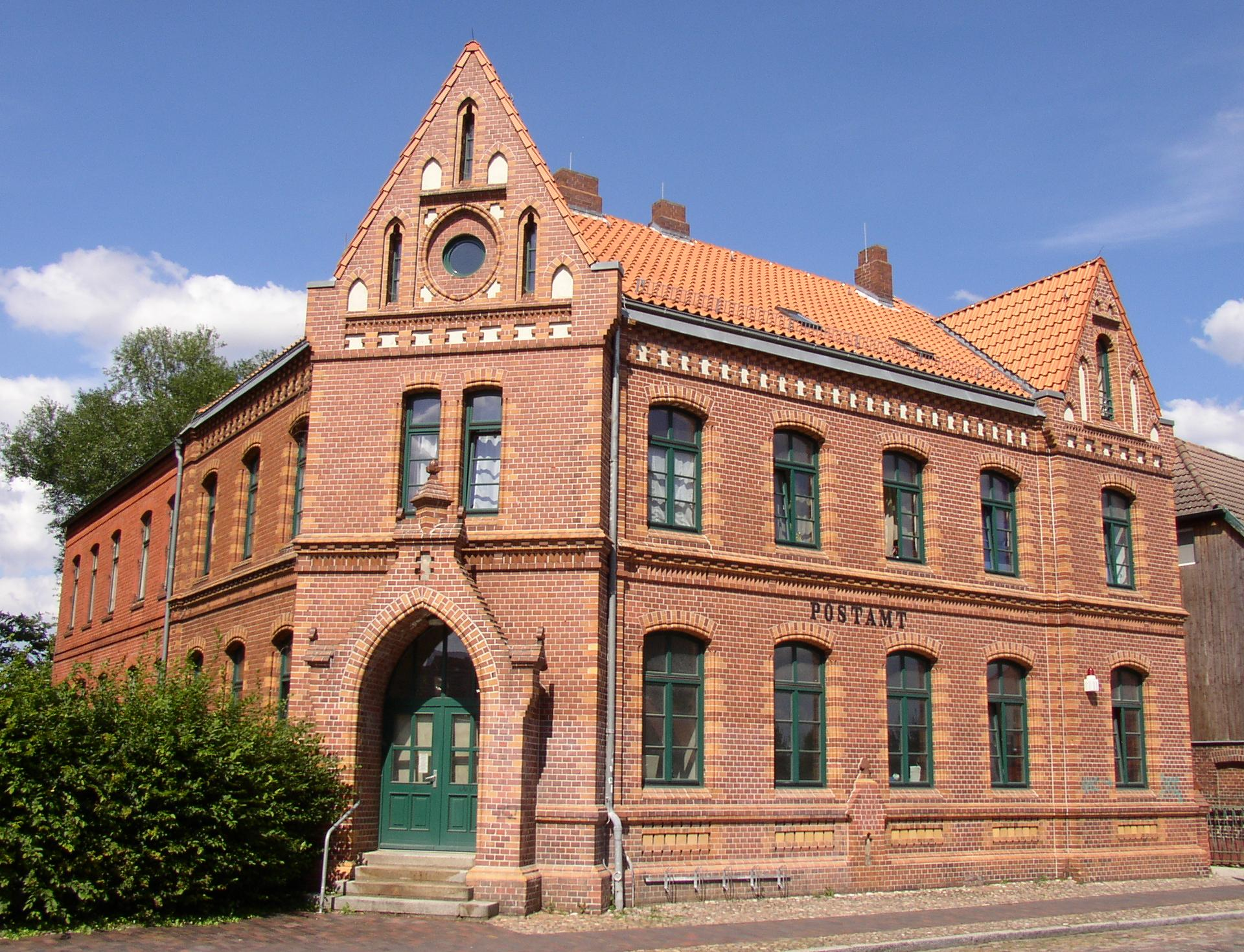
Postamt von 1887

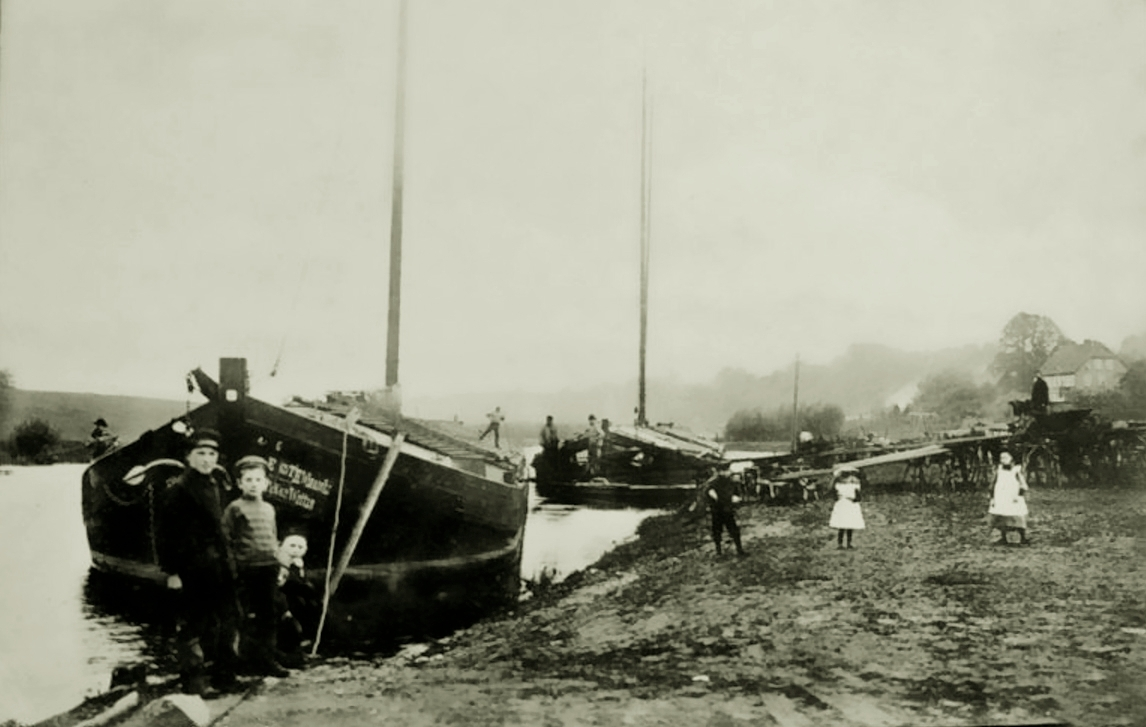
Hafen Boizenburg/Elbe um 1895.

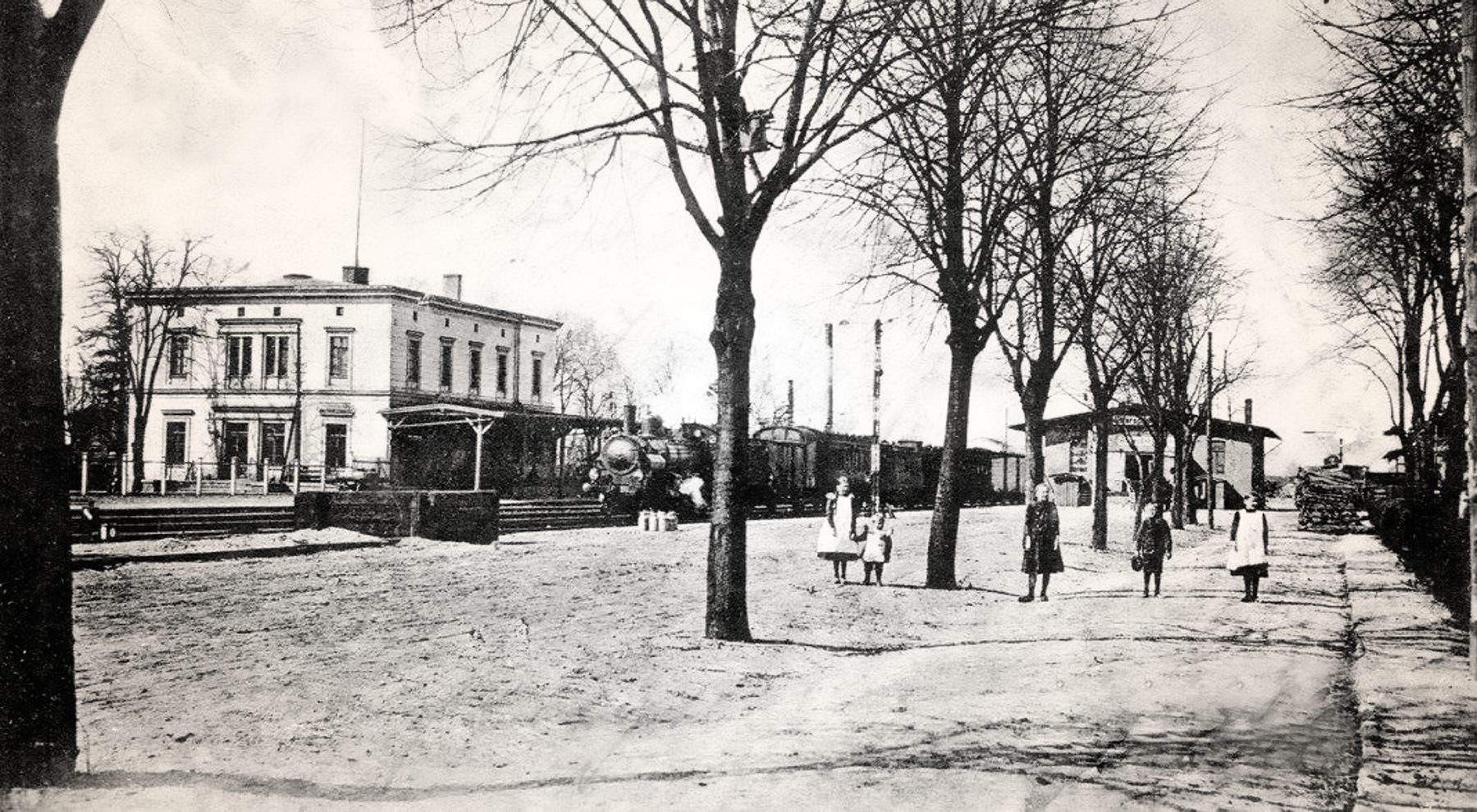
Staatsbahnhof Boizenburg um 1900, von der Ladestraße aus gesehen.

- In den Befreiungskriegen 1813 kämpfte die Boizenburger Landwehr an der Seite der Tettenbornschen Kosaken gegen die Franzosen und deren Besatzung. Unter Führung von Friedrich Jakob Klepper beteiligte sich die Boizenburger Landwehr am 2. April 1813 an der Rückeroberung der Stadt Lüneburg, die in dieser Zeit von französischen Truppen besetzt war. Der französische General Joseph Morand wurde bei diesem Gefecht schwer verletzt[51] gefangen genommen und nach Boizenburg gebracht, wo er am 5. April im Haus des Bürgermeisters seinen Verletzungen erlag. Er wurde auf dem Boizenburger Friedhof bestattet.[52] Die gefangen genommenen französischen und sächsischen Truppen mussten von Lüneburg nach Boizenburg marschieren, so wurde die Stadt zu einem großen Gefangenenlager. In der Stadt wurden zudem Lazarette eingerichtet, das größte von ihnen in der St.-Marien-Kirche, da nur so die zahlreichen Verletzten versorgt werden konnten.[53] Die zahlreichen Gefangenen blieben bis zu ihrem Abtransport nach Berlin in Boizenburg.[54] Ab Mitte Mai 1813 lagen die mecklenburgischen Jäger und das Tettenbornsche Korps bei Boizenburg in Stellung. Am 16. September 1813 wurden die französischen Truppen dann im Gefecht bei Boizenburg endgültig aus der Gegend vertrieben.[55] In diesem Gefecht kämpften Lützower Jäger und zwei hanseatische Kavallerie Schwadrone gegen zwei französische Infanterie Bataillone und die mit ihnen verbündeten polnischen Ulanen.[56] Am 4. Dezember 1813 verließ das Tettenbornsche Korps sein Quartier in Boizenburg, um in Holstein gegen die Dänen zu kämpfen. Während der Befreiungskriege musste die Boizenburger Bevölkerung zahlreiche Einquartierungen und Durchmärsche von Truppen erdulden, welche nicht nur hohe Kosten, sondern auch menschliches Leid verursachten. Die Mecklenburger Jäger und andere Verbündete setzen am 5. Februar bei Boizenburg über die gefrorene Elbe und marschierten hiernach weiter in Richtung Frankreich. Am 9. Juli 1814 hielt die aus Frankreich zurückkehrende mecklenburgische Brigade in Boizenburg ihren feierlichen Einzug.[57]
- Ab 1815 wurde die Poststrecke Boizenburg – Wittenburg – Schwerin – Güstrow bedient.
- Zwischen 1827 und 1830 wurde die Hamburg−Berliner Chaussee gebaut. Die Anbindung an die erste Kunststraße des Großherzogtums Mecklenburg-Schwerin war für Boizenburg von großer Bedeutung.
- 1828 wurde die Zollgrenze von Hitzacker nach Boizenburg verlegt.[58] Infolgedessen wurde für das Elbzollamt ein Amtsgebäude errichtet. Mit Gründung des norddeutschen Bundes 1867 entfiel diese Zollgrenze. Das Gebäude des ehemaligen Elbzollamtes wurde zwei Jahre später an den Werftbesitzer der Lemmschen Werft verkauft.
- Am 2. September 1832 brach in einem Haus am Bollenberg, in dem ein Gendarm und seine Familie wohnte, die Cholera aus. Bis Oktober erkrankten 146 Einwohner, von denen 70 verstarben.[59] Die Toten wurden stets des Nachts in einem gesonderten Bereich des Friedhofs bestattet. Der Arzt Johann Carl Richter (1790–1866) versuchte sich in der Bekämpfung der Seuche, meist jedoch vergebens. Seiner Verdienste wegen wurde er zum ersten Ehrenbürger der Stadt Boizenburg ernannt.[59]
- 1833 eröffnete die erste Sparkasse der Stadt.
- 1834 hatte Boizenburg 3147 Einwohner, davon 43 Juden. Die Stadt war Sitz des Elb-Zollamts, des Dominalamts und einer Gendarmerie Brigade.[60]
- 1839 begann die Lemmsche Werft mit dem Bau ihres ersten Raddampfers, der später auf den Namen Alexandrine getauft wurde. 1840 lief der 45 m lange und 9,45 m breite Raddampfer vom Stapel. Das Schiff fuhr vom 20. Juni 1841 bis 1842 regelmäßig nach Hamburg und zurück. Von 1842 bis 1849 übernahm der Passagierdampfer Großherzog Friedrich Franz der Boizenburger Dampfschifffahrts-Compagnie die Fahrstrecke nach Hamburg.[61]
- Nachdem 1839 der Hausierhandel der Juden eingeschränkt worden war, eröffneten sie in der Stadt einige offene Läden, in denen sie die ihnen erlaubten Waren, darunter Federn, Wolle, Wachs, Flachs, Hanf, Hopfen und Tabak, verkauften.[62] Den damals ansässigen jüdischen Händlern[63] war zudem erlaubt worden, ihre Waren auch außerhalb der Stadt anzukaufen.[62]
- Am 15. Oktober 1846 fand die Inbetriebnahme des 222 Kilometer langen Eisenbahn-Streckenabschnittes Berlin-Boizenburg statt.[64] Bis zur Fertigstellung der Strecke nach Hamburg war Boizenburg Endstation. Die nach Hamburg reisenden Fahrgäste mussten sich daher zum Boizenburger Hafen begeben, von wo aus sie ihre Reise mit dem Passagierdampfer Großherzog Friedrich Franz fortsetzen konnten.[65] Der Streckenabschnitt Boizenburg–Hamburg wurde am 15. Dezember in Betrieb genommen.[64]
- Am 11. Februar 1847 gründeten Ratskellerwirt Friedrich Jacob Klepper und Arzt Johann Carl Richter, beide Freimaurer, die „Speiseanstalt für Dürftige und Arme“. In den ersten Wochen wurden täglich über 200 Essen ausgegeben. Friedrich Jacob Klepper begründete in dieser Zeit auch die Stiftung für „zeitweilig bedrängte Bürger und Einwohner der Stadt“.
- Während der Deutschen Revolution 1848/49 führte der Boizenburger Rektor und Mitglied der Frankfurter Nationalversammlung Ludwig Reinhard die Boizenburger Bürgerwehr an. Reinhard war zudem Mitglied des Centralmärzvereins.
- In der Zeit der Schleswig-Holsteinischen Erhebung von 1848 bis 1851 fanden zahlreiche Truppendurchmärsche statt.
- 1858 wurde das Wappen der Stadt von Friedrich Franz II. Großherzog von Mecklenburg-Schwerin festgelegt.
- 1864 wurde am Schloßberg das heute als Schloss bezeichnete Haus errichtet. 1906 wurde das Gebäude um eine weitere Etage erhöht, wodurch es sein jetziges Aussehen erhielt.[66]
- 1866 erwarb Nicolaus Hinselmann die Mühlenanlagen mit der Binnenmühle, der Außenmühle und der Windmühle. Die Außenmühle wurde 1880 durch Ludwig Hinselmann erneuert; sie diente als Getreidemühle
- Im Deutsch-Französischen Krieg kämpften 1870/71 auch zahlreiche Boizenburger Bürger.
- Am 26. Juli 1874 wurde auf dem Kreuzberg des Friedhofes das Kriegerdenkmal 1870/71 eingeweiht. Der zwei Meter hohe Obelisk wurde aus Sandstein gefertigt und war ursprünglich weiß marmoriert gestrichen, um den Anschein von Marmor zu erwecken. Die Nordseite zeigt ein eisernes Kreuz und die Namen der neun Gefallenen. Auf der Südseite findet sich hingegen eine dem Zeitgeist entsprechende Widmung. Der Obelisk ruht auf einer vier Quadratmeter großen Sandsteinplatte, die von einem aufgegebenen Grab stammte.
- 1887 wurde das historisierende kaiserliche Postamt eröffnet. Die Post wurde seit 1871 durch das Deutsche Reich betrieben.
- 1889 wurde in Boizenburg das erste deutsche Motorboot mit Petroleummotor (System Capitaine[67]) gebaut, welches später auf den Namen „Regina“[68] getauft wurde. Die am 30. Mai 1889 im Hafen stattfindende Testfahrt sorgte für reges Interesse in der Bevölkerung. Erfinder Emil Capitaine war erst im Frühjahr 1889 in die Stadt gekommen, um in der Werft seinen Petroleummotor zu testen. Werftbesitzer Franz Heinrich Martin Lemm entwickelte zudem eine verstellbare Schiffsschraube, so erreichte das Boot eine höhere Manövrierfähigkeit.
- Am 1. September 1890 folgte die lang ersehnte Inbetriebnahme der Boizenburger Stadt- und Hafenbahn. In den folgenden Jahren erlebte die Stadt einen stetigen wirtschaftlichen Aufschwung.
- In der Nacht zum 24. Oktober 1890 ereignete sich bei Boizenburg (Strecke Hamburg–Berlin) ein Zugunglück.[69] Zwei hintereinander fahrende Güterzüge stießen zusammen und entgleisten, hierbei wurden zwei Bahnbedienstete verletzt und ein Wärterhaus zerstört.
- 1892 wurde Boizenburg und das Umland erneut von der Cholera heimgesucht; besonders betroffen waren Altendorf, Vorderhagen und Gothmann.[70]

## Neuere Geschichte

### Von 1900 bis 1945
- NSDAP: 6
- SPD: 4
- KPD: 3
- Sonst.: 2

Stadtverordnetenwahl April 1932

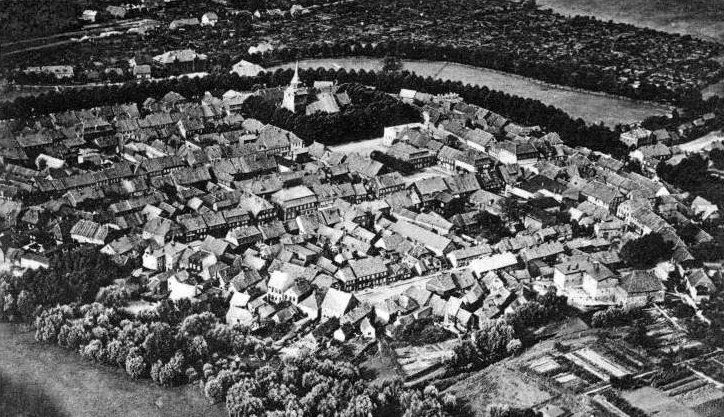
Luftbild Boizenburg 1920er Jahre

- 1903 ließ der Mühlenbesitzer Ludwig Hinselmann an der Boize ein Generatorhaus zur Stromerzeugung bauen. Zuerst wurden die Straßenlampen in die Stromversorgung einbezogen; es folgten die Gebäude der Stadt und die Bürgerhäuser sowie 1911 der Staatsbahnhof. 1921 übernahm die Stadt das Elektrizitätswerk.
- Im Januar 1903 gründete der Bremer Hans Duensing die Boizenburger Plattenfabrik. Duensings Studienfreund Max Bicheroux wurde zunächst Kapitalgeber. Mit 48 Arbeitskräften, vorwiegend Glasurfachkräfte und Brenner, fertigte das Werk vorerst Hartsteingutgeschirr. Ein Jahr später wurde die Produktion auf Steingutwandfliesen umgestellt. Mit der Gründung der Fliesenwerke zogen viele katholische Arbeiter vor allem aus Oberschlesien nach Boizenburg. Ab 1914 fanden katholische Gottesdienste zweimal monatlich unter Leitung eines Schweriner Pfarrers zunächst in der Kantine der Fliesenwerke statt. Mit dem Bau der katholischen Kirche wurde 1926 begonnen, für Gottesdienste wurde sie nach ihrer Segnung ab 1928 genutzt und ihre Weihe erhielt sie 1930. Im selben Jahr wurde das Pfarr- und Schwesternhaus mit dem zugehörigen Kindergarten gebaut. Das Schwesternhaus wurde ab 1931 von den Missionsschwestern vom heiligen Namen Mariens des Klosters Nette besiedelt.[71]
- 1905 produzierte die Boizenburger Plattenfabrik bereits 750.000 Steingutwandfliesen.
- Am 6. Januar 1913 brannte das 1693 erbaute Schützenhaus vollständig ab. Unmittelbar nach dem Abbrand wurde mit dem Bau eines neuen Schützenhauses begonnen, im August 1913 wurde dieses fertiggestellt.
- Im Ersten Weltkrieg fielen 144 Einwohner der Stadt auf den Schlachtfeldern Europas. Im Gedenken an die Gefallenen stiftete die Kirchengemeinde Boizenburg 1926 das Kriegerdenkmal auf dem Kreuzberg des Friedhofes.
- 1922 kam es in der Boizenburger Plattenfabrik zum Streik um den Abschluss des ersten Tarifvertrages.[72] Im selben Jahr wurde das neue Boizenburger Krankenhaus[73] eingeweiht.
- 1926 wurde die katholische Heilig-Kreuz-Kirche erbaut. Das zugehörige Baugrundstück stiftete der Inhaber der Boizenburger Plattenfabrik Hans Duensing.
- 1924 lebten nur noch drei jüdische Familien in Boizenburg. Im Verlauf 1931 gab der jüdische Textil-Kaufmann Franz Wolff sein Geschäft auf, welches sich im heutigen Stadthaus befand. Die letzte jüdische Familie, die Familie Cohn aus der Baustraße 12, verließ Boizenburg aufgrund der Verfolgung durch die Nationalsozialisten und ihrer Rassenpolitik von 1938. Die 1864 umgebaute Synagoge war bereits 1892 an die Freimaurerloge verkauft worden. Nach dem Verbot der Freimaurerlogen und deren Enteignung wurde das ehemalige Synagogen-Gebäude ab 1935 als Heimatmuseum genutzt.[74]
- 1928 ließ die Stadt auf dem Schloßberg, dem ehemaligen Standort der Höhenburg, den Stadtpark anlegen.
- Der Jurist Eduard Ludwig Alexander (KPD) wurde 1931 zum Bürgermeister gewählt. Eduard Alexander konnte jedoch sein Amt nie antreten. Boizenburger Ratsmitglieder verhinderten mit Notverordnungen über die Verlängerung der Amtszeiten der Ratsmitglieder seinen Amtsantritt.[75] Eduard Alexander wurde am 22. August 1944 verhaftet und starb 1945 während des Transportes ins KZ Bergen-Belsen.[76]
- Im Juli 1932 übernahm der mit den Nationalsozialisten sympathisierende Bürgermeister Joachim Friedrich Senst die Amtsgeschäfte.[77] Nach der Machtübernahme der Nationalsozialisten trat auch er in die NSDAP ein. Bürgermeister Senst zeigte sich dafür verantwortlich, dass die Stadtverwaltung fast vollständig mit neuem Personal besetzt wurde. 1934 übernahm Senst im Kreis Hagenow die Funktion des NSDAP-Kreiskulturwarts.[78]
- Bei der Reichstagswahl am 5. März 1933 wählten 1.693 Bürger der Stadt die NSDAP.[79] 748 Einwohner stimmten für die SPD. Die KPD erhielt 733 Stimmen, die Kampffront Schwarz-Weiß-Rot 364 Stimmen und die Zentrumspartei 87 Stimmen.
- Im März 1935 bildete sich in Boizenburg die Reichsarbeitsdienst-Abteilung 7/63[80] „Hermann Billung“.[81] Das Anfang März nach Boizenburg entsandte 90-köpfige Vorkommando errichtete oberhalb des Schäferbrinks ein Lager, in das später die dienstverpflichteten Arbeitsmänner einzogen. Auf dem Gelände entstanden mehrere Baracken, ein großer Versammlungsplatz und das von nationalsozialistischer Symbolik geprägte Denkmal. Die in der Stadt stationierten Arbeitsmänner mussten in der folgenden Zeit unter anderem ein nordwestlich von Boizenburg gelegenes Moor entwässern. Das RAD-Lager wurde später von Abteilungen des Reichsarbeitsdienstes für die weibliche Jugend (RADwJ) übernommen.
- Das Museum Boizenburg wurde am 29. September 1935 im Beisein des Reichstattshalters Friedrich Hildebrandt in den Räumlichkeiten der ehemaligen Synagoge eröffnet. Die ehrenamtliche Leitung des Museums übernahm der Lehrer und Heimatforscher Hans Vick.
- 1935 musste das alte Bahnhofsgebäude an der Bahnstrecke Berlin-Hamburg wegen Mängeln an der Baustatik abgebrochen werden. Das neue Bahnhofsgebäude wurde im selben Jahr errichtet und folgend in Betrieb genommen. Im selben Zeitraum wurde auch der Personentunnel angelegt, welcher die Bahnsteige der Stadtbahn und der Strecke Berlin–Hamburg verband.
- 1942 veranlasste der amtierende Oberstadtdirektor Markwardt mit einem persönlichen Schreiben an das Jugendamt Hagenow die Einlieferung eines Jungen im Rahmen des menschenverachtenden Kinder-Euthanasie Erlasses in die Heil- und Pflegeanstalt Sachsenberg.[82] Dem zuständigen Hagenower Jugendamt teilte der Oberstadtdirektor mit, dass der 13-jährige Junge unmenschlich aussehe und daher verschwinden muss. Am 5. Juni 1942 wurde der Junge in die Heil- und Pflegeanstalt Sachsenberg eingeliefert. Drei Monate später, am 3. September 1942, erhielt die Mutter die Todesmitteilung mit der fingierten Todesursache (Gallenkatarrh). Kurz vor dem im August 1946 beginnenden Sachsenberg Prozess erstattete die Mutter Strafanzeige gegen den ehemaligen Oberstadtdirektor. Der Stadtbeamte war allerdings bereits nach Kriegsende aus Boizenburg geflüchtet.
- Seit 1933 erhielt die Werft Thomsen & Co. zahlreiche Rüstungsaufträge. Konflikte zwischen NSDAP und Werftdirektor Gustav Adolf Mahr (1887–1938) führten 1938 zu fingierten Anschuldigungen und seiner Festnahme durch die Gestapo; er nahm sich in der Nacht vom 11. auf den 12. September 1938 das Leben.[83][84] Im Zweiten Weltkrieg wurden in der Werft zahlreiche Zwangsarbeiter eingesetzt. Für Kriegsgefangene, die in der Werft arbeiteten, errichtete man entsprechende Lageranlagen, so das Lager auf dem Elbberg und die Lageranlagen in der Hamburger Straße. Dienstverpflichtete Ausländer wurden zudem zeitweilig im Saal der Gaststätte Mecklenburger Hof untergebracht.
- Die Firma Duensing-Bicheroux-Werke war hingegen als Außenkommando der Strafanstalten Dreibergen-Bützow aktiv.[85] Die vorwiegend politischen Häftlinge mussten in der Plattenfabrik Rüstungsgüter für den Flugzeugbauer Dornier produzieren. Außerdem produzierte das Werk Teile für die V 1 und V 2 sowie für das Flakzielgerät 8-246.[86]
- Von September 1944 bis April 1945 wurde an Stelle des Ostarbeiterlagers Elbberg das Außenlager Boizenburg des KZs Neuengamme eingerichtet, welches durch die SS betrieben und bewacht wurde. In diesem Außenlager waren etwa 450 ungarische Jüdinnen inhaftiert. Die Frauen mussten unter unmenschlichen Umständen Zwangsarbeit in der Werft Thomsen & Co verrichten.
- Wenige Wochen vor Kriegsende kam es zum einzigen größeren Bombenangriff auf die Stadt. Dem Angriff vom 15. April 1945 fielen 24 Zwangsarbeiter zum Opfer.
- Am 1. Mai 1945 besetzten kanadische und US-amerikanische[87] Truppen Boizenburg und befreiten das Außenlager Neuengamme. Die kanadischen Kampfeinheiten wurden vier Wochen später von britischen Besatzungstruppen abgelöst.
- Am 1. Juli 1945 besetzte die Rote Armee die Stadt. Sie übernahm das Besatzungsgebiet von den britischen Truppen. Die sowjetische Militärkommandantur zog in das ehemalige Amtsgerichtsgebäude am Kirchplatz ein.

### Von 1945 bis heute

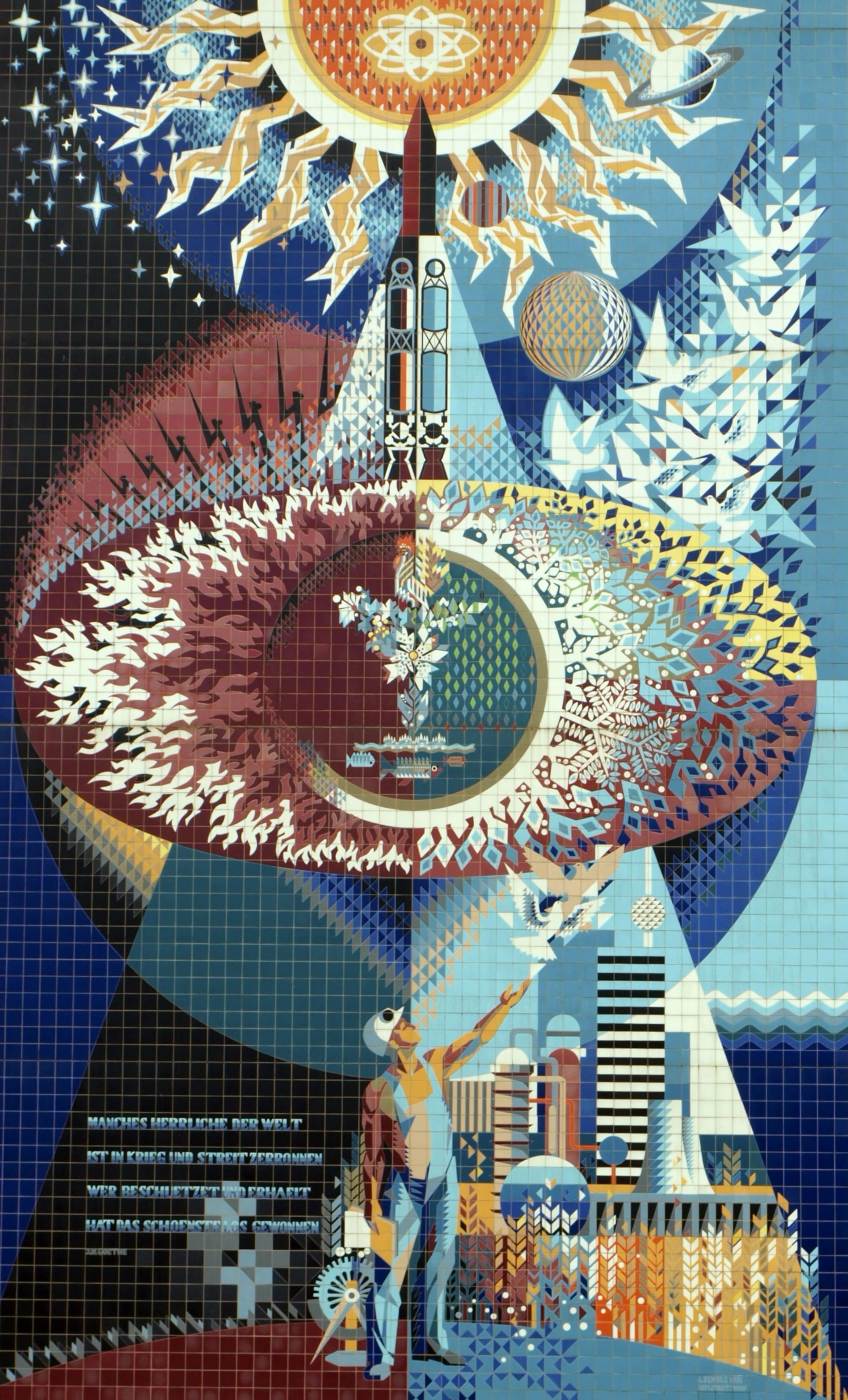
Giebelwandbild „Manches Herrliche der Welt...“ an der Oberschule III; geschaffen 1971 von Lothar Scholz.

- Auf Grundlage des SMAD Befehls vom 28. November 1946 wurde in Mecklenburg die Aufstellung einer Grenzpolizei vollzogen. Sie sollte den Schutz der Demarkationslinie gewährleisten. Die 375 Mann starke Polizeitruppe, die bis 1955 von sowjetischen Offizieren kommandiert wurde, gliederte sich in vier Stabsgruppen. Der Bereich Boizenburg gehörte zur Stabsgruppe (Stg.) 2 Boizenburg/Gülze.
- 1947 lebten über 4.100 Kriegsflüchtlinge und Vertriebene in der Stadt. Ein Großteil der Flüchtlinge wurde im ehemaligen Reichsarbeitsdienstlager, heute Sportplatz Am Grünen Weg, und in den ehemaligen KZ-Baracken auf dem Elbberg untergebracht.
- Nach der deutschen Teilung wurde Boizenburg eine isolierte Grenzstadt. 1952 mussten in einer durch den DDR Ministerrat am 26. Mai 1952 beschlossenen Aussiedlungsmaßnahme Bewohner die für staatliche Institutionen ein Sicherheitsrisiko darstellten den im Grenzgebiet liegenden Ort verlassen.
- Im Mai 1952 wurde in der Bahnhofsvorstadt das im Stil des Sozialistischen Klassizismus errichtete Kulturhaus „Kurt Bürger“ eingeweiht.[88] Die Gestaltung der umgebenden Außenanlagen übernahm das Nationale Aufbauwerk der DDR.
- Am 12. März 1953 gegen 13.20 Uhr kam es über Boizenburg zu einem schweren Luftzwischenfall.[89] Eine britische Avro Lincoln der Royal Air Force war in den DDR-Luftraum eingedrungen, woraufhin sie von zwei sowjetischen MIG 15 verfolgt und beschossen wurde. Das britische Flugzeug zerbrach in der Luft und stürzte daraufhin bei Vier und Bleckede ab, wobei alle Besatzungsmitglieder getötet wurden.
- Boizenburg gehörte ab 1957 zum Empfangsgebiet des Deutschen Fernsehfunkes.
- Eine weitere Maßnahme von Zwangsumsiedlungen aus dem Grenzgebiet fand am 3. Oktober 1961 statt, die sogenannte „Aktion Festigung/Kornblume“.[90] Die Einwohner im Grenzsperrgebiet unterlagen mit dem Mauerbau 1961 verschärften Kontrollen durch die DDR-Behörden.
- Das neu errichtete Schöpfwerk Boizenburg ging 1963 in Betrieb.
- Im Rahmen des Hochwasserschutzes an der Elbe wurde 1966 die Polderleitstelle im Ortsteil Vier in Betrieb genommen.
- Die Personenbeförderung durch die Boizenburger Stadt- und Hafenbahn wurde 1967 eingestellt. Daraufhin übernahmen die Omnibusse des Kraftverkehrs die innerstädtische Personenbeförderung.
- Am 25. Mai 1967 kam es in der Altstadt von Boizenburg zur folgenschweren Detonation einer aus dem Zweiten Weltkrieg stammenden Gewehrgranate. Vier Kinder, darunter ein Geschwisterpaar, starben infolge der fahrlässig herbeigeführten Explosion.[91][92] An den Unglücksort, dem ehemaligen Kinderspielplatz an der Kleinen Wallstraße, erinnert heute nichts mehr.
- 1969 wurde der Busbahnhof an der Strecke Hamburg–Berlin in Betrieb genommen.
- Boizenburg lag bis in die 1970er Jahre im Sperrgebiet entlang des Verlaufes der innerdeutschen Grenze. Der erste Kontrollpunkt lag zwischen Zahrensdorf und Neu Gülze. Reisen nach Boizenburg unterlagen einem strengen Kontrollregime und wurden nur nach Antragstellung genehmigt. Für die Einreise in die Fünf-Kilometer-Sperrzone war stets ein Passierschein notwendig. Zudem waren Hafen- und Grenzbesichtigungen nicht gestattet. Mit dem Ausbau der Grenzsicherungsanlagen wurde die Kontrollstelle für das Grenzgebiet weiter in Grenznähe verlegt. Gesonderte Besuchsanträge von Verwandten und Bekannten waren nach dem veränderten Sperrgebietsverlauf ab 1972 nicht mehr notwendig. Reste des Kontrollpunktes Vier sind bis heute erhalten.
- 1973 begann die Elbewerft mit der Produktion von Binnenfahrgastschiffen für die Sowjetunion.
- Von 1945 bis 1974 entstanden in Boizenburg 1396 Wohnungen. Im Rahmen des DDR-Wohnungsbauprogramms entstanden ab 1973 weitere Wohnsiedlungen im Stadtbereich.
- 1980 fand die Festwoche zur 725-Jahr-Feier statt.
- Nach der politischen Wende wurde der historische Stadtkern mit dem Rathaus, den Wallanlagen und dem Hafenbereich im Rahmen der Städtebauförderung und dem Programm Städtebaulicher Denkmalschutz gründlich saniert.
- 1995 wurde die Umgehungsstraße fertiggestellt. In der Folge reduzierte sich die Verkehrsbelastung innerhalb der Stadt.
- 1996 wurde das Rathaus umfangreich sanierut.
- 1997 musste die Elbewerft Boizenburg wegen Insolvenz schließen.
- Das Erste Deutsche Fliesenmuseum wurde 1998 in Boizenburg eröffnet.
- 2001 erfolgte die Neugestaltung des Hafengeländes.
- Ende August 2002 erreichte die Jahrhundertflut Boizenburg. Dank des Einsatzes vieler Freiwilliger und der Bundeswehr konnte Schlimmeres verhindert werden.
- 2005 bezog das Heimatmuseum ein umgebautes ehemaliges Wohnhaus am Markt 1.
- 2008/2009 erfolgte die Sanierung und Neugestaltung des Kirchplatzes.
- Im Juni 2013 wurde die Stadt erneut vom Hochwasser bedroht. Die Hochwasserschutzmaßnahmen verhinderten die Überflutung des Innenstadtbereichs.

## Bevölkerungsentwicklung 1496–2015
| Jahr | Einwohner |
| ---- | --------- |
| 1496 | 460       |
| 1819 | 2.800     |
| 1834 | 3.147     |
| 1875 | 3.553     |
| 1880 | 3.614     |
| 1890 | 3.672     |
| 1933 | 5.843     |
| 1936 | 6.500     |
| 1939 | 7.067     |
| 1942 | 7.407     |
| 1947 | 10.591    |
| 1950 | 11.749    |
| 1971 | 11.740    |
| 1981 | 12.338    |
| 1988 | 12.049    |
| 1995 | 10.913    |
| 2001 | 10.684    |
| 2011 | 10.201    |
| 2013 | 10.254    |
| 2015 | 10.379    |

## Besonderes

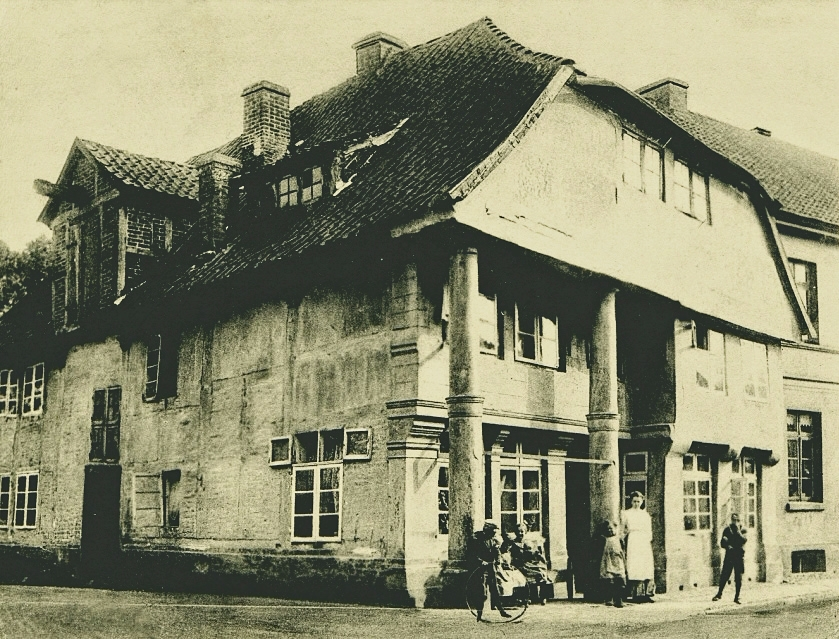
Schinnerhus um 1890

### Scharfrichter, Schinnerhus und Henkerbrücke
Das als Schinnerhus bezeichnete Gebäude stand in der Mühlenstraße. Im Schinnerhus wurden die Angeschuldigten während eines Gerichtsprozesses untergebracht.
Boizenburg hatte in früherer Zeit mehrere Hinrichtungsstätten. Der Galgen des städtischen Gerichts stand damals außerhalb der Stadt, auf der als Galgenberg bezeichneten Anhöhe. Das fürstliche Gericht ließ hingegen seinen Galgen bei anstehender Hinrichtung am Schloßberg aufrichten. Die Enthauptungen vollstreckte der Scharfrichter auf dem Marktplatz. Für seine Dienste erhielt der Henker bis zu fünf Taler.
Der Scharfrichter stand unter strenger Aufsicht der Ratsherren. Seine Wohnstätte hatte der Henker im Büttelturm, wo er abseits von der übrigen Stadtbevölkerung lebte. Außerhalb seiner Dienste wurde er gemieden, so war ihm nur der Besuch einer bestimmten Schankwirtschaft gestattet, wo er einen separierten Platz erhielt. Dem Henker wurde außerdem vorgeschrieben, über welchen Weg er die Stadt bei einer anstehenden Hinrichtung zu betreten und zu verlassen hat. Auf diesem Weg liegt die sogenannte Henkerbrücke, die vom kurzen Wall in die kleine Wallstraße führt.
In den 1650er Jahren vollstreckte Scharfrichter Clas Kampmann die Hinrichtungen. Er vollstreckte jedoch nicht nur die Todesstrafe, sondern bestrafte auch verurteilte Diebe, Räuber und Betrüger mittels Leibesstrafe. Diesem grausamen Wirken ist folgender niederdeutsche Text gewidmet: „Drei Hän’nlingen an bläudigen Stein. Hät stahlen dei Ein – Dei tweit falsk schwört. Dei Drüd hät sik taum Striet upbört. Da möt sei hier betahlen. Clas Kampmann un sin scharpen Schwert. Sei Wurt – Fred – Holt’t Wurt in Wert. Dei Meister Clas Kampmann.“.

## Geschichtsdenkmale
- Gedenktafeln für die Gefallenen des Koalitionskrieges, der Befreiungskriege und des Deutsch-Französischen Krieges, welche in der St.-Marien-Kirche Boizenburg angebracht wurden.
- Denkmal für die Gefallenen des Deutsch-Französischen Krieges auf dem Kreuzberg des Boizenburger Friedhofes.
- Denkmal für die Gefallenen des Ersten Weltkriegs auf dem Kreuzberg des Boizenburger Friedhofes, gestaltet nach einem Entwurf von Maximilian Preibisch
- Mahnmal von 1969, zur Erinnerung an die jüdischen KZ-Insassinnen des Außenlagers Boizenburg auf der Elbbergkuppe, gestaltet nach einem Entwurf des ehemaligen Bürgermeisters und Künstlers Günther Zecher.[99]
- VVN Mahnmal von 1948 für die Opfer des Faschismus auf dem Boizenburger Friedhof.
- Gedenkstein für 24 Opfer von Kriegsgefangenschaft und Zwangsarbeit auf dem Boizenburger Friedhof, errichtet Anfang der 1960er Jahre.
- Grabstätte des im Koalitionskrieg dienenden französischen Divisionsgenerals Joseph Morand, der am 2. April 1813 schwer verletzt wurde und am 5. April in Boizenburg verstarb. Die Grabstätte wurde auf Veranlassung des Boizenburger Weinhändler Friedrich Jacob Klepper angelegt. 1874 wurde die Grabstätte auf Befehl des Mecklenburger Großherzog Friedrich Franz II erneuert.
- Grabstätte des Lüneburger Weinhändler Friedrich Jacob Klepper, der seit 1813 in Boizenburg lebte. Als Anführer der Boizenburger Landwehr war dieser zusammen mit den Tettenbornschen Kosaken an der Befreiung Lüneburgs von der französischen Besatzung beteiligt.
- Gedenktafel Baustraße Nr. 12, in Erinnerung an die letzte jüdische Familie Boizenburgs, die Familie Cohn, welche das Haus von 1803 bis 1938 bewohnte. Die Gedenkplatte wurde 2006 eingeweiht.
- Die Zwölf Apostel, so die Bezeichnung der zwölf Lindenbäume auf dem Elberg. Nach geschichtlicher Überlieferung wurden diese zu Ehren von zwölf gefallenen französischen Offizieren gepflanzt, die vermutlich zwischen 1800 und 1814 im Umland von Boizenburg verstarben. Die Linden wurden 1996 neu gepflanzt. Eine der Linden wurde im Herbst 2017 während eines Sturmes zerstört.[100]
- Denkmalgeschützter jüdischer Friedhof, am Lauenburger Postweg.

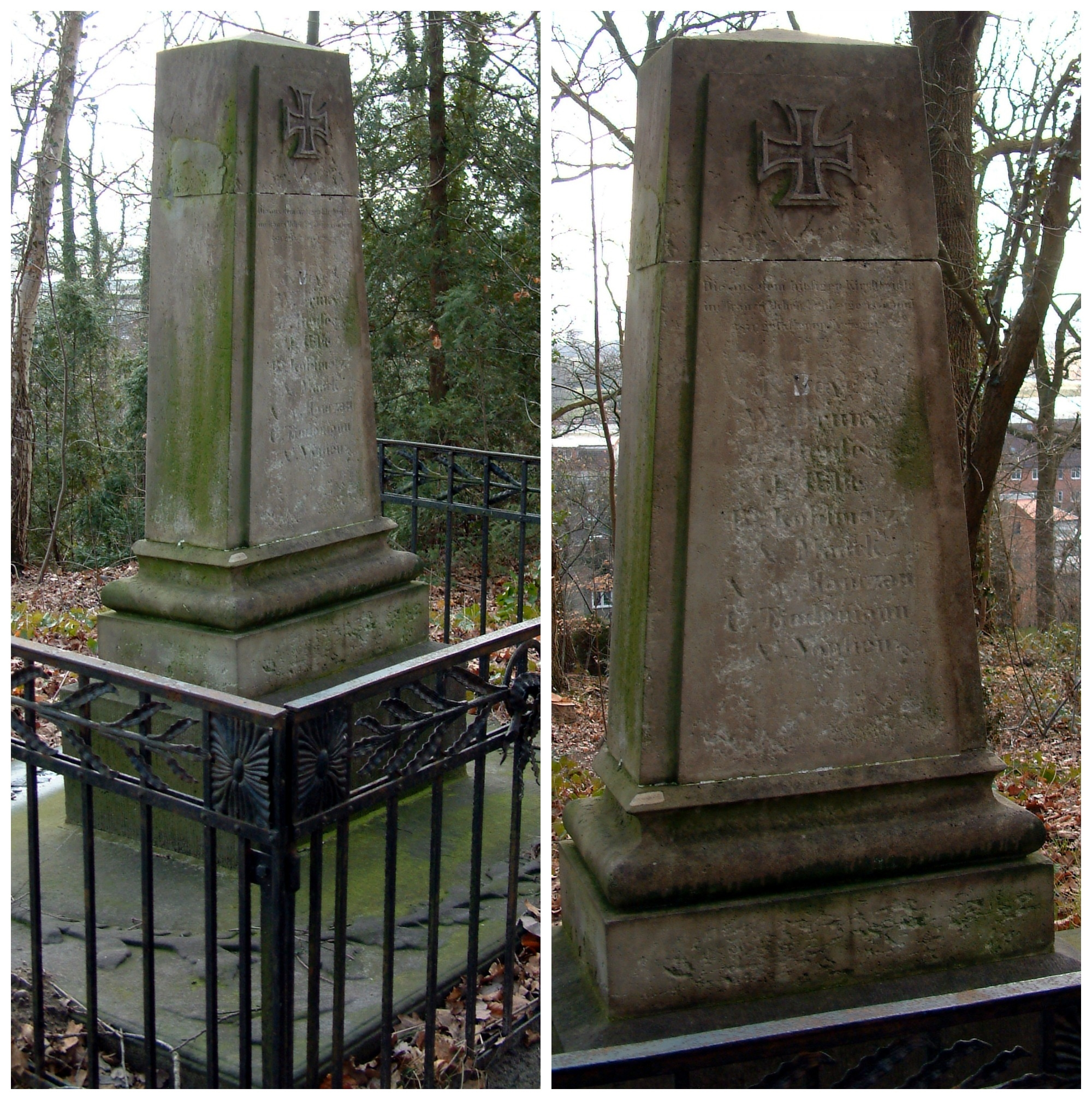
Gefallenen-Denkmal, Deutsch-Französischer Krieg
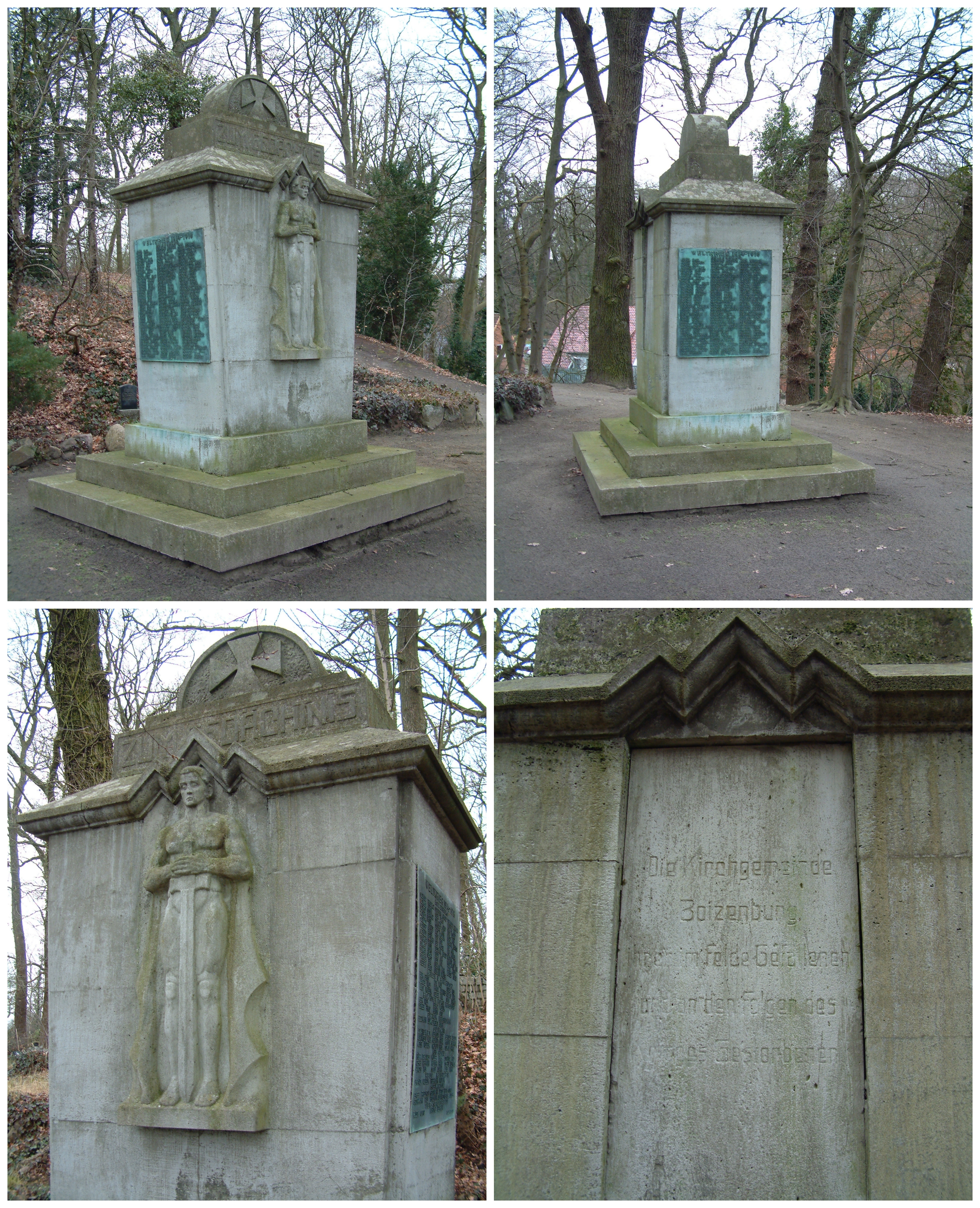
Gefallenen-Denkmal, Erster Weltkrieg
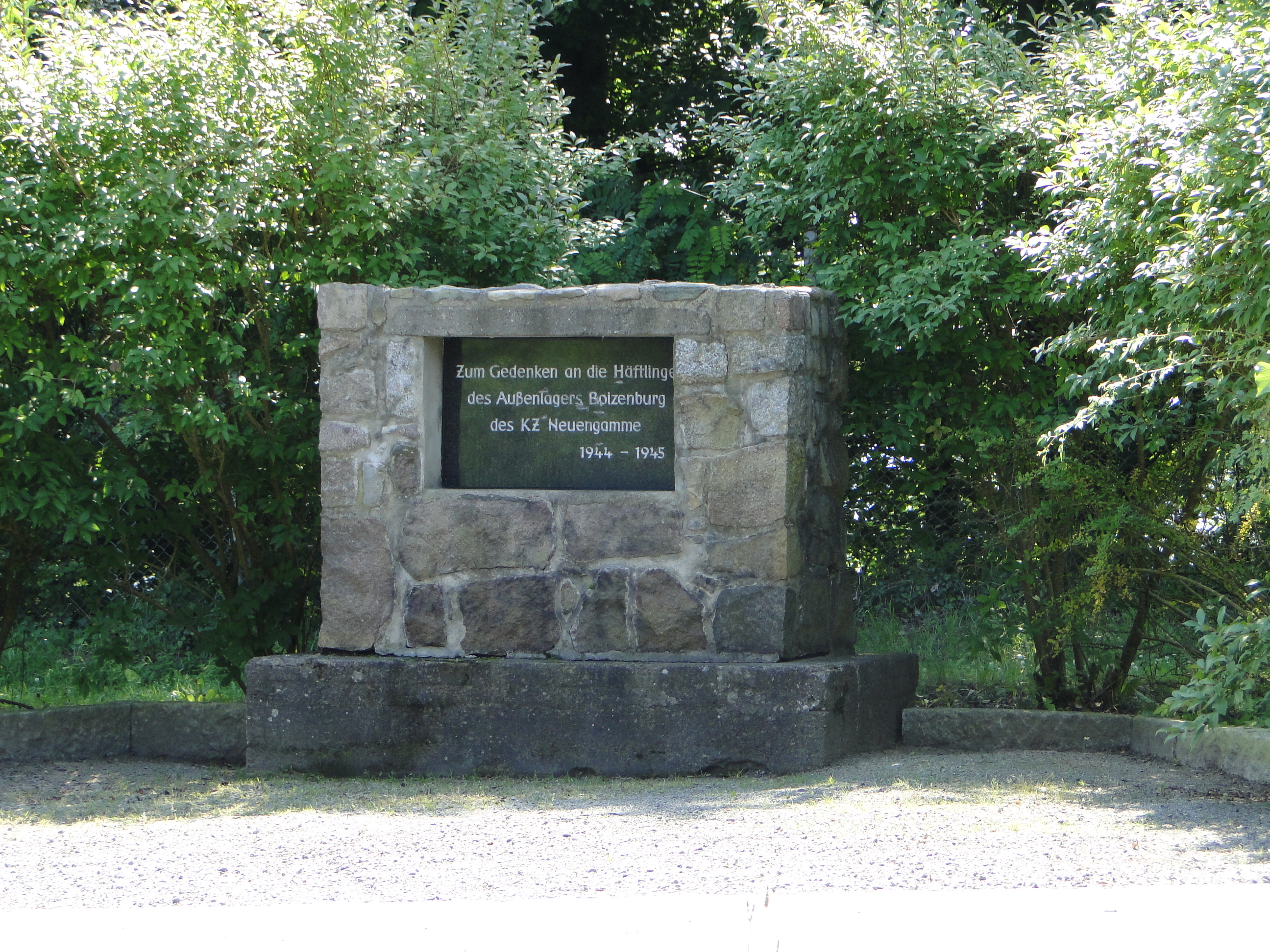
Gedenkstätte Außenlager Boizenburg des KZ Neuengamme
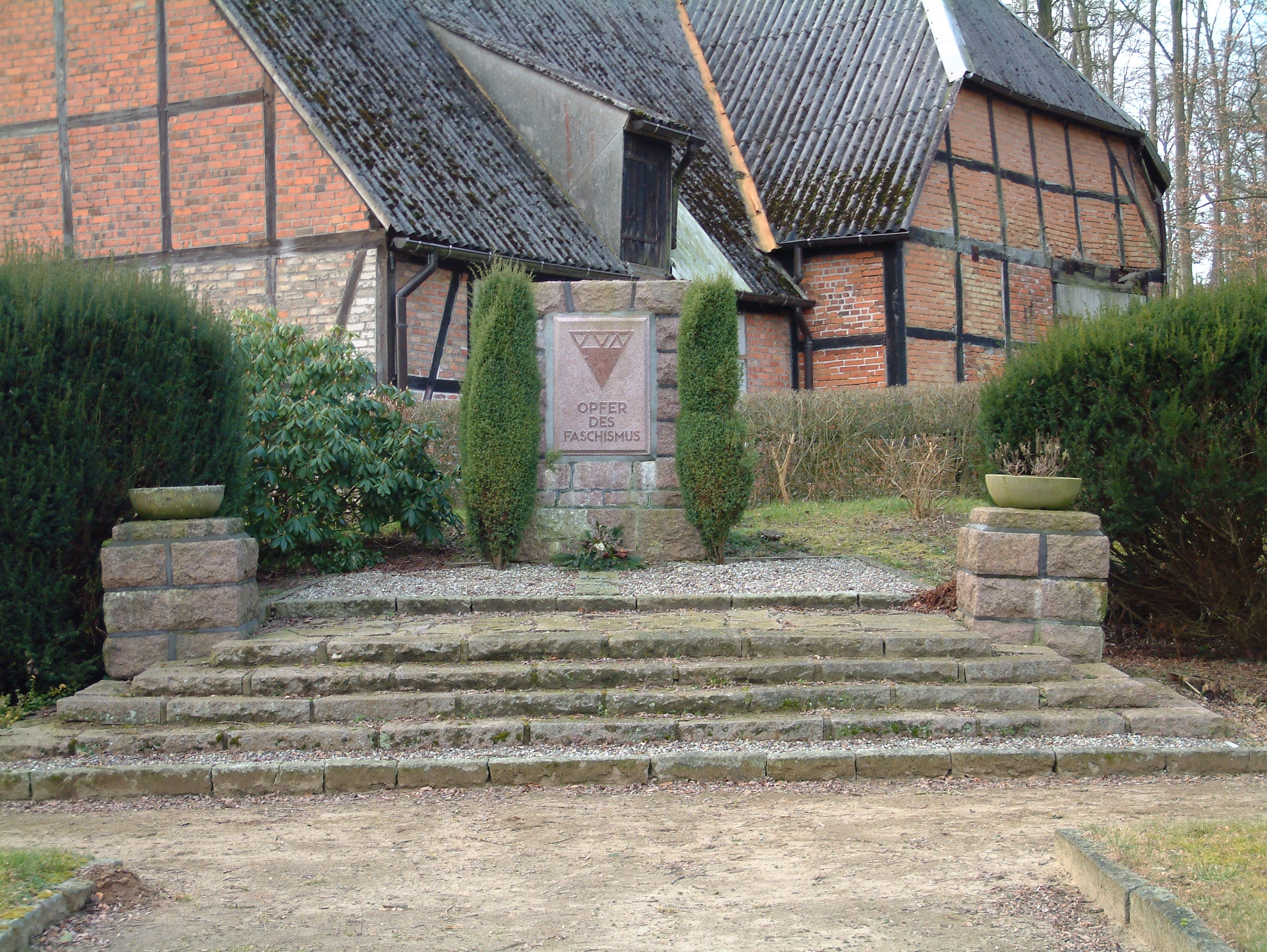
VVN Mahnmal von 1948 auf dem Boizenburger Friedhof für die Opfer des Faschismus
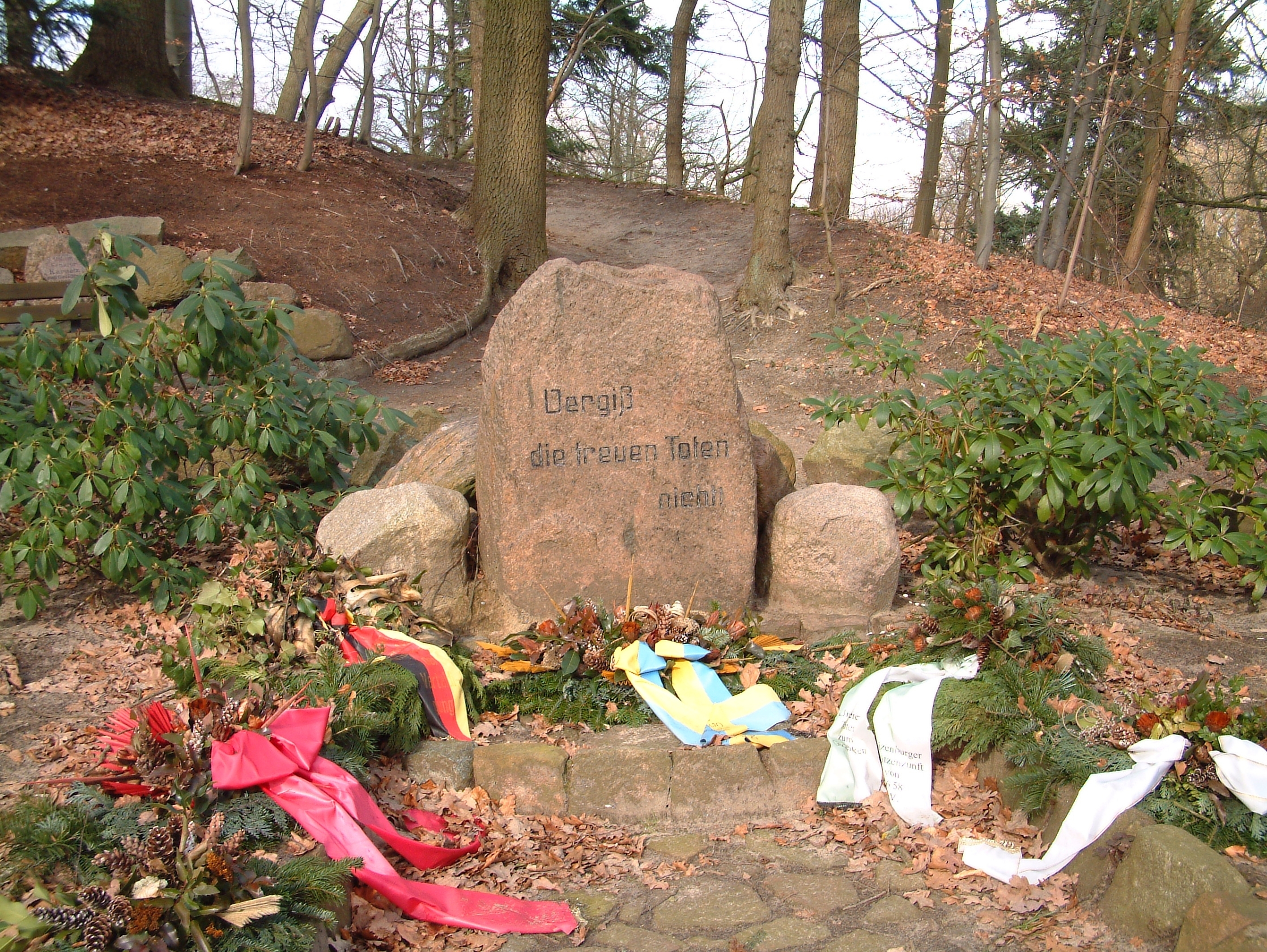
Gedenkstein für 24 Opfer von Kriegsgefangenschaft und Zwangsarbeit
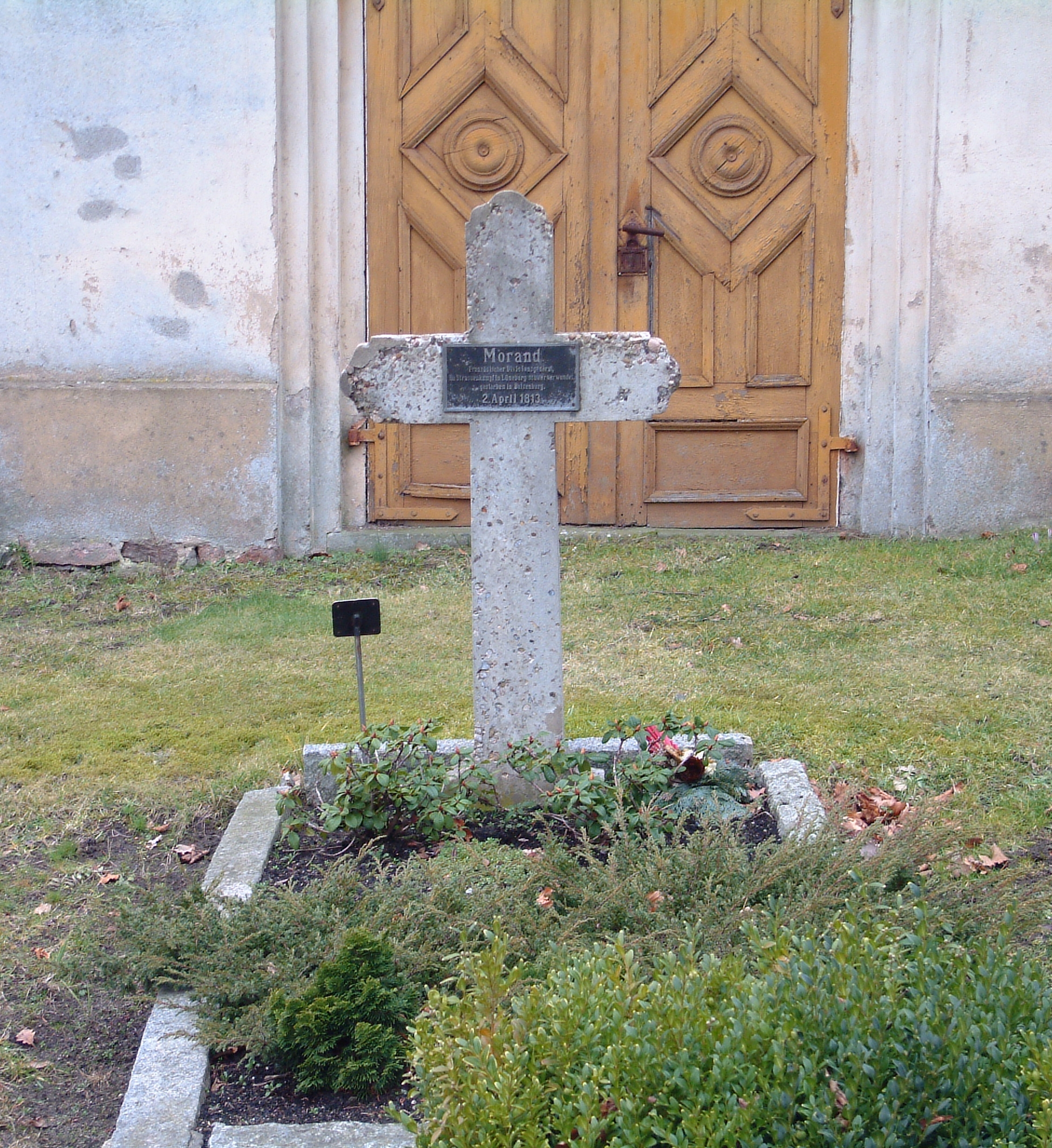
Grabstätte des französischen Generals Joseph Morand
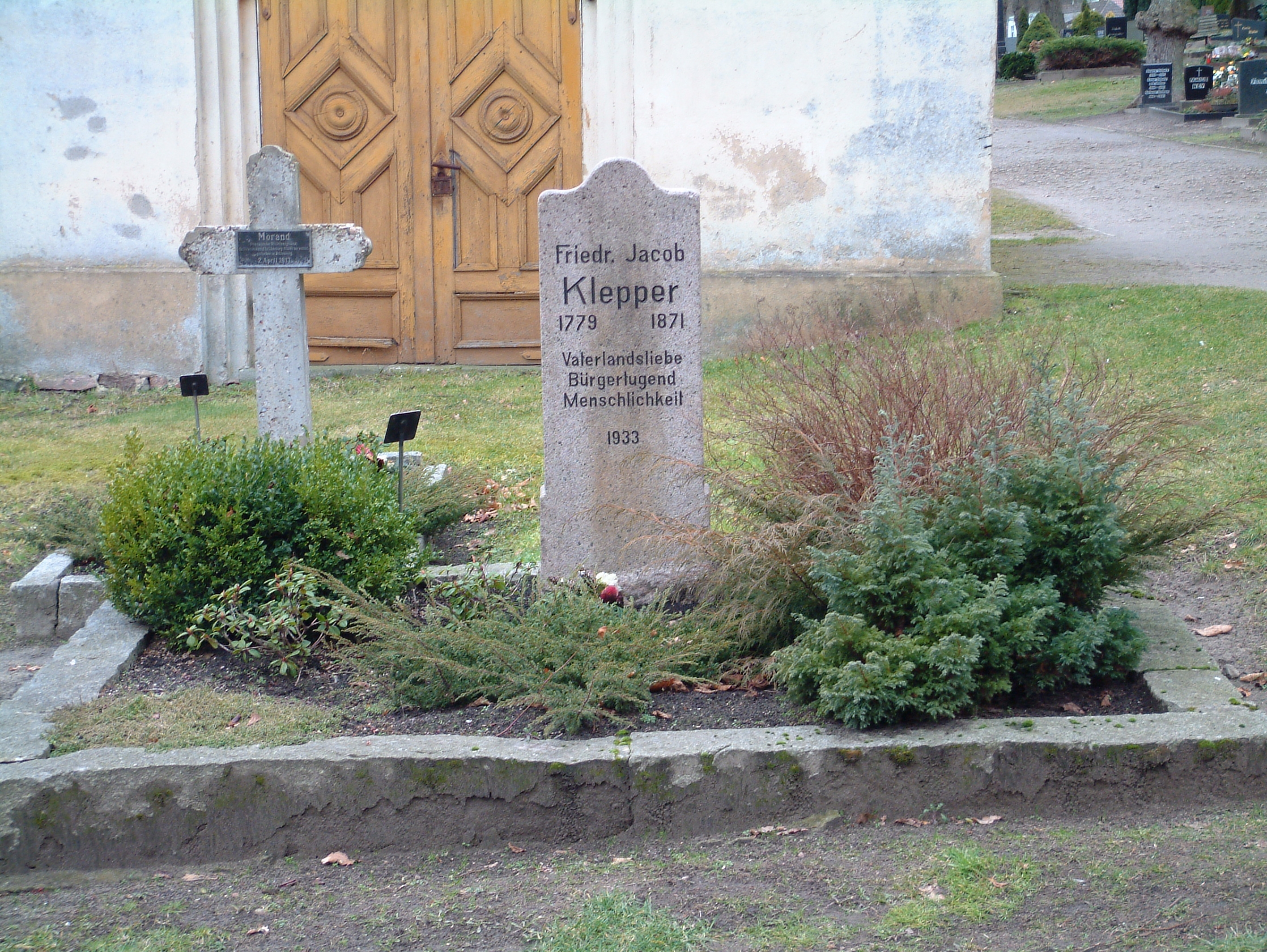
Grabstätte Johann Friedrich Klepper
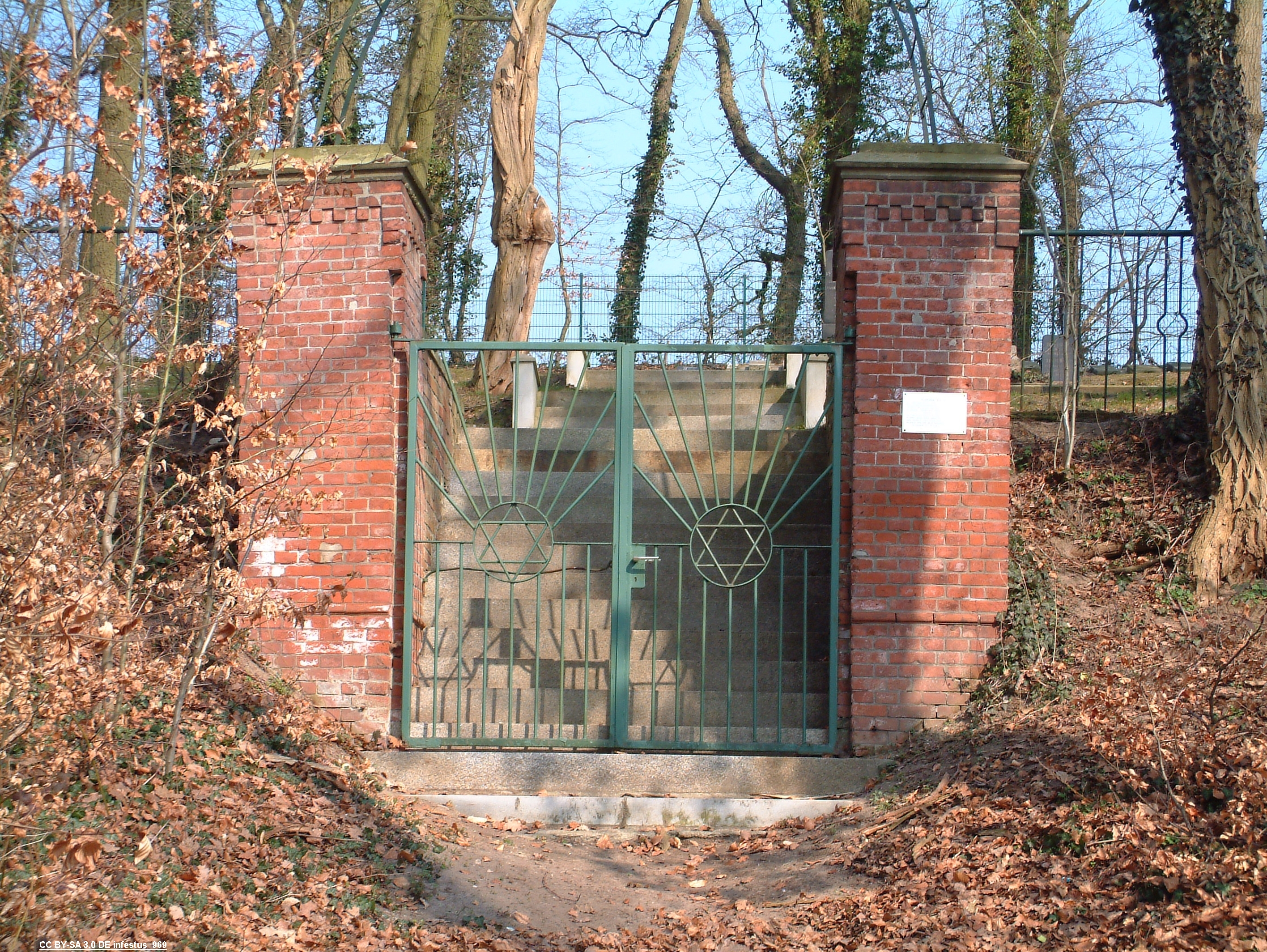
Jüdischer Friedhof Boizenburg